# Universität Straßburg
Die Universität Straßburg (französisch Université de Strasbourg) ist eine staatliche französische Universität. 
Sie ging aus einem lutherischen Gymnasium der Freien Reichsstadt Straßburg hervor. Dieses wurde 1538 gegründet, 1566 in eine Akademie umgewandelt und erhielt 1621 den Status einer Volluniversität. In den folgenden Jahrhunderten teilte die Hochschule die wechselvolle Geschichte der Stadt und des Elsass.
Nachdem die Freie Reichsstadt des Heiligen Römischen Reichs 1681 von Frankreich annektiert worden war, blieb die Universität bis zur Französischen Revolution 1789 im Wesentlichen eine deutsch geprägte Hochschule. Erst danach wurde sie in das französische Hochschulsystem integriert. Infolge des Deutsch-Französischen Krieges 1870/71 kam sie mit Elsass und Lothringen wieder unter deutsche Herrschaft. Sie wurde 1872 als Kaiser-Wilhelm-Universität neu gegründet und in den folgenden Jahrzehnten erheblich ausgebaut.
Nach dem Ende des Ersten Weltkrieges 1918 wurde sie wieder als französische und nach dem deutschen Sieg über Frankreich 1940 erneut als deutschsprachige Hochschule eingerichtet. Diese Reichsuniversität Straßburg bestand von 1941 bis zur Rückeroberung des Elsass durch alliierte Truppen Ende 1944. Anfang 1945 begann der Wiederaufbau als französische Hochschule. Im Jahr 1971 nach Fachrichtungen in drei eigenständige Universitäten aufgeteilt, wurde sie 2009 wiedervereinigt.

## Geschichte

### Alte Universität

#### Gymnasium

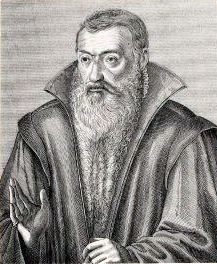
Johannes Sturm – erster Rektor des Straßburger Gymnasiums

In Straßburg hatte die lutherische Reformation schon frühzeitig Anhänger gefunden. Straßburg war ein Zentrum des Buchdrucks und die Drucker standen den neuen Ideen aufgeschlossen gegenüber und trugen zu ihrer Verbreitung bei. 1529 schaffte der Rat der Stadt die Heilige Messe endgültig ab und 1530 bekannte sich die Stadt auf dem Reichstag zu Augsburg zum neuen Glauben in der Form des „Vierstädte-Bekenntnisses“. Eine andere geistige Strömung, die in Straßburg und am Oberrhein Fuß gefasst hatte, war der von Italien ausgehende Humanismus, der eine Wiederentdeckung antiker Traditionen und Werke mit sich brachte. Im nahen Schlettstadt bestand schon seit Jahren eine bedeutende Humanistenschule, die vor allem durch Jakob Wimpfeling geprägt war. Von 1514 bis 1529 lebte und wirkte Erasmus von Rotterdam im nicht weit entfernten Basel. Vertreter beider Geistesströmungen – Reformatoren und Humanisten – legten großen Wert auf Bildung. Die Reformatoren hoben die Bedeutung der individuellen Bibellektüre und Schriftauslegung hervor, und die Humanisten versuchten, die Schriften antiker, vorchristlicher Autoren publik zu machen. In vielen lutherisch gewordenen Territorien nahm das allgemeine Schulwesen einen großen Aufschwung.
Auch in Straßburg fühlte man die Notwendigkeit, eine Schule zur höheren Bildung einzurichten. Seit dem Jahr 1528 gab es in der Stadt drei höhere Schulen, die von Alt St. Peter, mit den Unterrichtsfächern Griechisch, Latein, Musik und Religion, die im Karmelitenkonvent und die im Dominikanerkloster. Im höchsten Ansehen stand die letztgenannte, weil hier auch öffentliche Lektionen in Latein, Griechisch und Hebräisch stattfanden. Der Stadtrat Jakob Sturm von Sturmeck und der Reformator Martin Bucer gründeten Anfang der 1530er Jahre eine höhere theologische Schule, die durch zahlreiche Zuwendungen und Stiftungen aus dem süddeutschen Raum finanziert wurde. An der Schule lehrten unter anderen Martin Bucer, Wolfgang Capito und Caspar Hedio. Da die drei oben genannten Schulen nicht immer die angestrebte Ausbildungsqualität gewährleisten konnten, wurde im Jahr 1536 mit dem Einverständnis der drei Schulleiter (Scholarchen) Jakob Sturm von Sturmeck, Nicolaus Kniebs und Jacob Meier der Plan gefasst, die höheren Schulen von Straßburg zu einer gemeinsamen Institution, einem Gymnasium zusammenzuführen. Zum Rektor des künftigen Gymnasiums wurde Johannes Sturm erwählt, der darauf 1536, von der Universität Paris kommend in Straßburg eintraf. Im folgenden Jahr wurde über den künftigen Lehrplan der Schule beraten. In einer kleinen Schrift De litterarum ludis recte aperiendis („Über die rechte Eröffnung der Schulen“) legte Sturm seine Vorstellungen im Februar 1538 dar und der Rat der Stadt ermächtigte am 7. März 1538 die Scholarchen, die Schule nach diesen Vorstellungen einzurichten. Als Schulgebäude wurde das verlassene Dominikanerkloster (später: Kollegium zu St. Wilhelm, Collegium Wilhelmitanum) bestimmt und die offizielle Eröffnung der Schule erfolgte am 22. März 1538. Den Kern der Lehrerschaft bildeten die Kanoniker von St. Thomas, wodurch die Schule von Anfang an einen konfessionellen (lutherischen) Charakter erhielt.
Der Lehrplan sah im ersten Abschnitt (meist 10 Jahre) Unterricht in Grammatik, Rhetorik und Dialektik vor (das klassische Trivium). Im zweiten Abschnitt (vier Jahre) folgten als Fächer Griechisch, Hebräisch, Logik, Ethik, Mathematik, Physik, Geschichte, Jurisprudenz, Theologie und Musik.
Sturm kümmerte sich mit großer Sorgfalt um die Ausbildung seiner Schüler. Jedoch zeigte sich von Beginn an, dass insbesondere die Schulklassen des zweiten Lehrabschnitts, die von Sturm als besonders wertvoll geschätzt wurden, an einem chronischen Mangel an Schülern litten. Viele Schüler zogen es vor, anstelle des Besuchs dieser Schulklassen lieber gleich in eine andere Stadt auf eine Universität zu gehen, um dort einen echten akademischen Grad (z. B. Magister) zu erwerben. Im Rückblick beklagte sich Sturm 1566, „… dass die Schul nicht, wie uff Universitäten, die gerechtigkeit hatt, wie mans nennt, Studenten, Bacealaureos und Magistros zu machen, und solche gradus allererst uff andern hochen Schulen erholen und zuweg bringen“ müssen.

#### Akademie

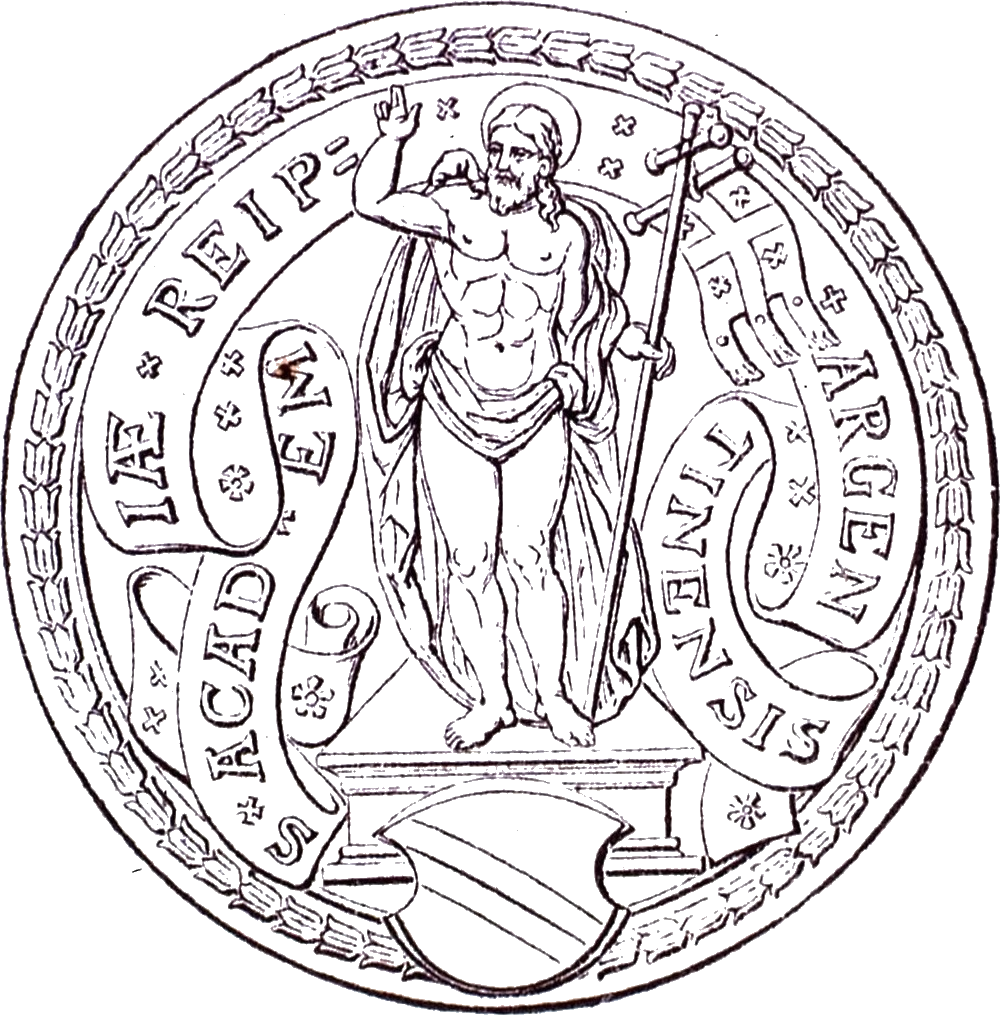
S[IGILLUM] ACADEMIÆ REI P[UBLICÆ] ARGENTINENSIS = Akademiesiegel der Republik (= Freien Reichsstadt) Straßburg (wahrscheinlich von 1567)

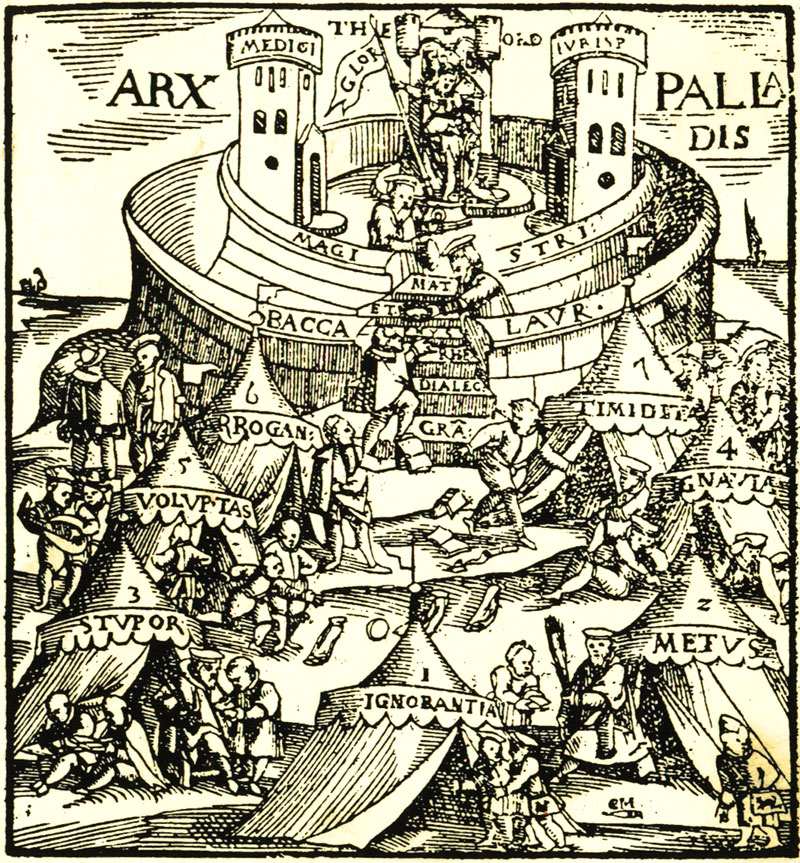
Frontispiz des Vorlesungsverzeichnisses der Akademie Straßburg aus dem Jahr 1578 (Holzschnitt, unsigniert).
Die akademische Welt ist allegorisch als Festung (Arx palladis, „Zitadelle der Gelehrsamkeit“) dargestellt. Diese wird belagert durch die Laster und Sünden (Furcht, Ignoranz, Wollust, Arroganz, Vergnügungssucht, Faulheit, Ängstlichkeit). In den äußeren Festungsring (Baccalaureati) führen die drei Stufen des Trivium (Rhetorik, Dialektik, Grammatik). In den inneren Ring (Magistri) führen die Stufen Mathematik, Physik, Ethik. Im Inneren befinden sich die drei Türme Jurisprudenz, Medizin und Theologie. Bei letzterem sitzt eine Herrscherperson auf dem Thron mit der Fahne Gloria („Ruhm“).

Die führenden Lehrer des Gymnasiums stellten 1566 einen Antrag an die Stadt, die Schule nach Schulklassen aufzutrennen. Die ersten 8 Klassen sollten weiter als Partikularschule existieren. Die Absolventen der oberen Klassen sollten dagegen nicht mehr „Schüler“, sondern „Studenten“ genannt werden und nach dem erfolgreichen Abschluss die Grade eines Bakkalaureus und Magisters erwerben. Sturm hatte ursprünglich die Umwandlung der oberen Schulklassen in eine Volluniversität angestrebt, konnte sich hier aber nicht gegen die anderen Lehrer durchsetzen, so dass man sich auf die Einrichtung einer Akademie einigte. Auf dem Reichstag in Augsburg 1566 stellten die Vertreter der Stadt Straßburg einen Antrag auf die Erteilung eines kaiserlichen Privilegs zur Gründung einer Akademie. Nach Verhandlungen mit dem kaiserlichen Vizekanzler Ulrich Zasius und Zahlung einer Gebühr von 500 Gulden setzte Kaiser Maximilian II. am 1. Juni 1566 seine Unterschrift unter die entsprechende Urkunde. Sturm legte in einem Memorandum genau seine Vorstellungen über die einzelnen Akademieämter dar. Über die Position des Rektors schrieb er:

„Es soll aber der Rector ein solcher man sein, der mit usswendiger fürtrefflicher lher und erfahrung der Sprachen, auch mit ernst und gravitet doch mit freundlichkeit nicht allein bei den Schülern, sondern auch bei den professoribus seine autoritet künne erhalten, und der nicht zugebe das einige barbaries durch böse gewonheitt und unduchtige Bucher in die schul einreisse, das nicht Aristoteles, Plato, Cicero, Demosthenes als die rechten ursprung und brunnen der Philosophen und wohlredenheit in die winkel geworffen und dagegen die newen gestimpelten und zusammengeraspelten Epitomici und newe scriptores hefurgezogen werden.“

Im Gegensatz zu den Vorstellungen Sturms blieb die neue Akademie allerdings immer noch mit den unteren Klassen des Gymnasiums organisatorisch verbunden. Die feierliche Eröffnung der Akademie erfolgte am 1. Mai 1567.
Das Lehrjahr dauerte von Juni bis Mai, unterbrochen durch die Weinleseferien (Feriae vindemiales) im Oktober. Im April jeden Jahres fanden akademische Titelverleihungen (Baccalaureaten und Magister der Philosophie und freien Künste) statt.
In der zweiten Hälfte des 16. Jahrhunderts wurde die Akademie von den Streitigkeiten um die lutherische Orthodoxie erfasst. Ab 1578 kam es zum Streit um die Konkordienformel. Der Akademie-Rektor Sturm hing weiterhin dem offeneren Bekenntnis nach der Prägung Martin Bucers an, während der Theologe Johannes Marbach einen lutherisch-orthodoxen Standpunkt einnahm. Marbach wurde in dem Streit durch Johannes Pappus unterstützt. Der Streit nahm zusehends persönliche Züge an und schließlich erreichten die Gegner Sturms, dass dieser von seinem Rektorenamt abgesetzt wurde. Sturm strengte daraufhin einen Prozess vor dem Reichskammergericht zu Speyer an, konnte aber bis zu seinem Tod 1589 nicht seine Wiedereinsetzung erreichen. Zum Nachfolger Sturms im Rektorenamt wurde Melchior Junius gewählt.
Für die Akademie zeigte sich zunehmend das Problem, an dem auch schon ihr Vorgänger, das Gymnasium gelitten hatte. Viele Studenten der Akademie wechselten in andere Universitätsstädte, um an den dortigen Universitäten eine Promotion zum Doktor der Theologie, Jurisprudenz oder Medizin durchzuführen, was an der Akademie nicht möglich war. Schließlich folgte der Rat der Stadt einer Bitte der Akademie-Professoren und reichte auf dem Reichstag zu Regensburg 1594 das Gesuch ein, dass die Akademie künftig das volle Promotionsrecht erhalten solle. Der streng römisch-katholische Kaiser Rudolph II. gewährte dieses Privileg teilweise auch, schloss dabei jedoch die lutherisch-theologische Fakultät davon aus. Aus Protest beschlossen die anderen Fakultäten, nicht von den ihnen neu gewährten Rechten Gebrauch zu machen. Nach längeren Verhandlungen erreichte die Stadt, dass Kaiser Ferdinand II. am 5. Februar 1621 das Privileg gewährte, die Akademie in eine Volluniversität umzuwandeln. Das Privileg war Teil eines größeren Verhandlungspakets, in dessen Rahmen sich die Stadt Straßburg zur Zahlung einer größeren Geldsumme, sowie zum Austritt aus der Protestantischen Union und zur Beendung der Unterstützung Friedrichs V. von der Pfalz verpflichtete. Im Gegenzug sagte Ferdinand zu, dass er die Privilegien Straßburgs erhalten und die Stadt nicht durch Garnisonen oder Truppendurchzüge beschweren werde. In einem feierlichen Akt in Anwesenheit von zahlreichen Gästen wurde die Universitätsgründung am 14. August 1621 offiziell begangen.

#### Universität
Ab 1621 hatte Straßburg eine Volluniversität. Im Westfälischen Frieden 1648 nach dem Dreißigjährigen Krieg kamen Teile des Elsass unter französische Herrschaft. 1681 schickte König Ludwig XIV. im Rahmen seiner Reunionspolitik ein 30.000-Mann-Heer unter François-Michel Le Tellier, marquis de Louvois nach Straßburg, das die Stadt einschloss. Am 30. September 1681 kapitulierte der Rat und übergab den Franzosen die Stadt.
König Ludwig XIV. sicherte den Elsässern erhebliche Privilegien zu. Sie durften ungehindert weiterhin die deutsche Sprache verwenden und erhielten Religionsfreiheit – dies zu einer Zeit, als in Zentralfrankreich die Hugenotten heftig verfolgt und drangsaliert wurden. Letztlich wurde das Elsass wie eine Art deutsche Provinz des Königs von Frankreich behandelt. Die Stadt Straßburg erhielt ihre Privilegien weitgehend garantiert und die Verfassung der Universität blieb unangetastet. Die Studenten kamen weiterhin ganz überwiegend aus dem Reich. Einer der prominentesten war Johann Wolfgang von Goethe, der hier 1770/71 Rechtswissenschaft studierte, nachdem sein Vater befunden hatte, dass er in Leipzig zu viel Zeit in Auerbachs Keller verbrachte. Die Dozenten der Universität waren zu dieser Zeit allesamt deutsche. Insbesondere in der zweiten Hälfte des 18. Jahrhunderts nahm der kulturelle französische Einfluss in Straßburg und die katholische Einwohnerschaft in Straßburg allmählich zu. Im Jahr 1761 hatte die Universität 14 Ordinariate, je 3 für Theologie, Jurisprudenz und Medizin, sowie 5 für Philosophie. Bedeutende Universitätslehrer im 18. Jahrhundert waren der Historiker Johann Daniel Schöpflin und der Staatsrechtslehrer Christoph Wilhelm Koch. 1738 gründete die Universität die erste theoretische und praktische Schule für Geburtshilfe. 1773 wurde die Universitätssternwarte (observatoire) eröffnet. Zum Teil wohl bedingt durch die politische Abtrennung vom Reich rekrutierte die Universität ihr Personal stark aus dem heimischen Umfeld. Von der Universitätseröffnung 1621 bis zur Revolution 1789 waren 105 von insgesamt 129 Professoren Straßburger. Großer Beliebtheit erfreute sich die Straßburger Universität bei den Söhnen adeliger Familien aus ganz Europa. In den Jahren 1785–1787 waren von 125 adeligen Studenten 17 Deutsche, 16 Franzosen, 23 Engländer und Schotten, 3 Italiener, 11 Dänen und Schweden, 5 Kurländer (Deutsch-Balten) und Polen, 14 Russen und Livländer (Deutsch-Balten).
Die Vorlesungen fanden vor der Französischen Revolution in lateinischer und später auch deutscher Sprache statt.

Siegel der vier Fakultäten (1621)
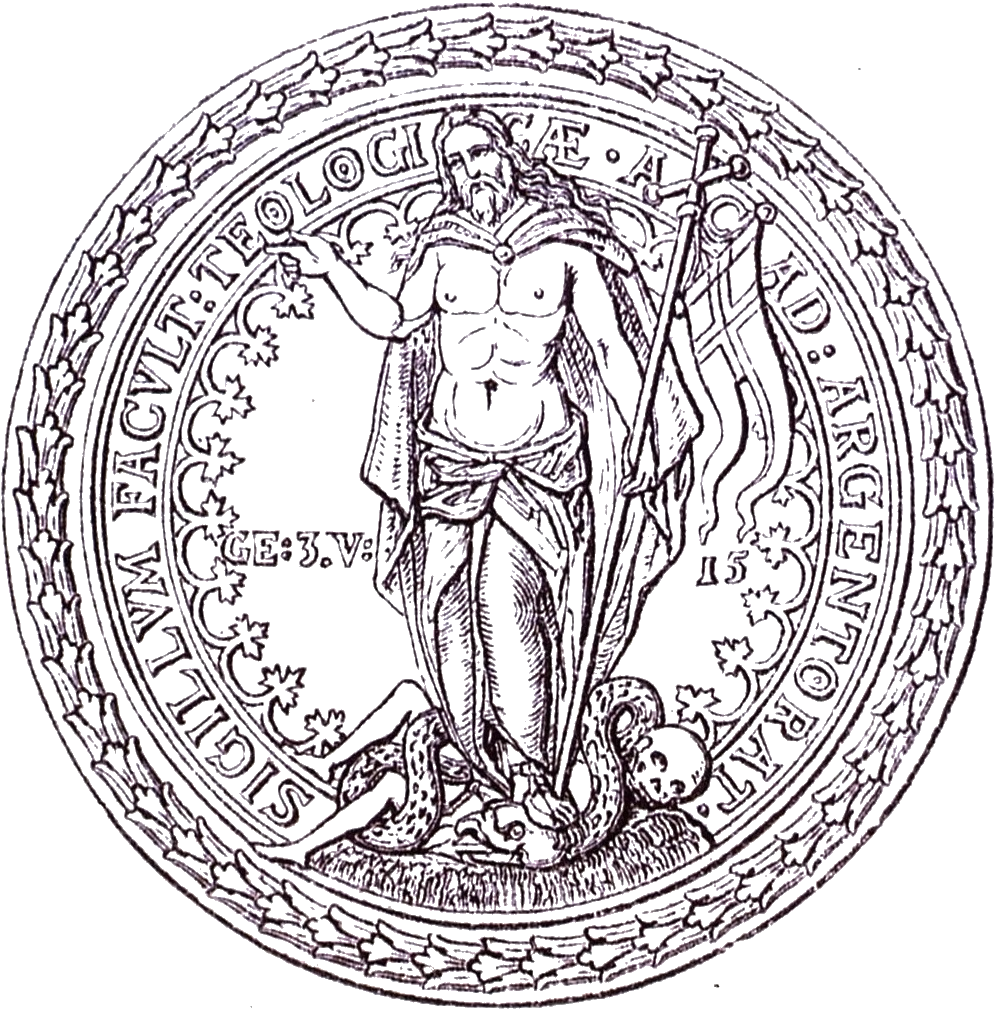
Theologische Fakultät
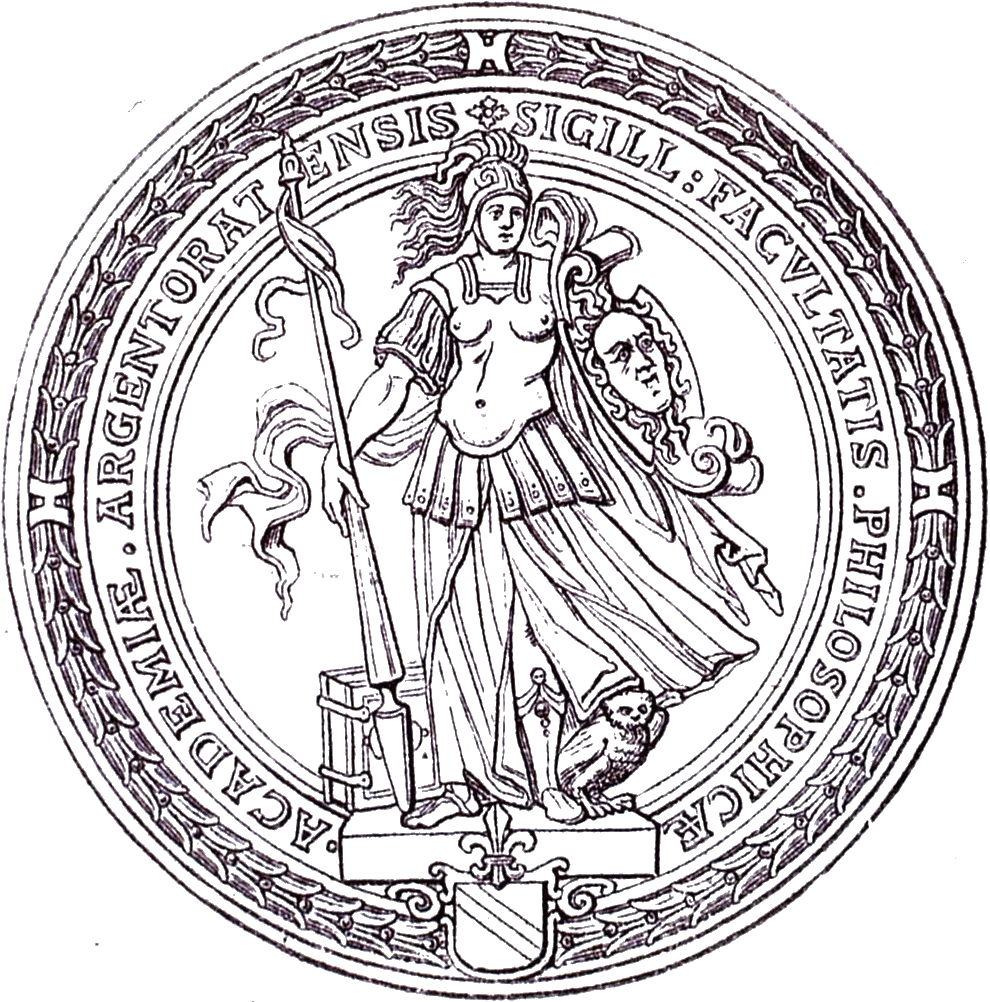
Philosophische Fakultät
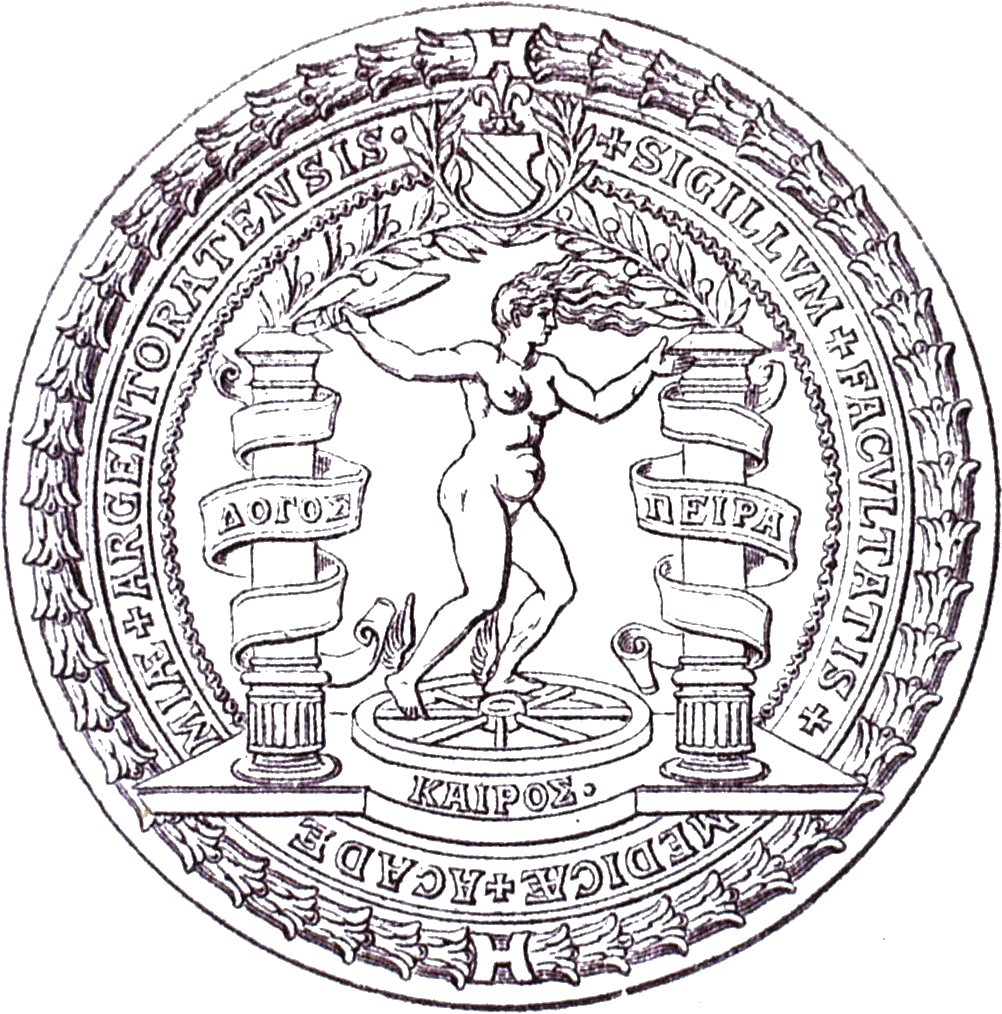
Medizinische Fakultät
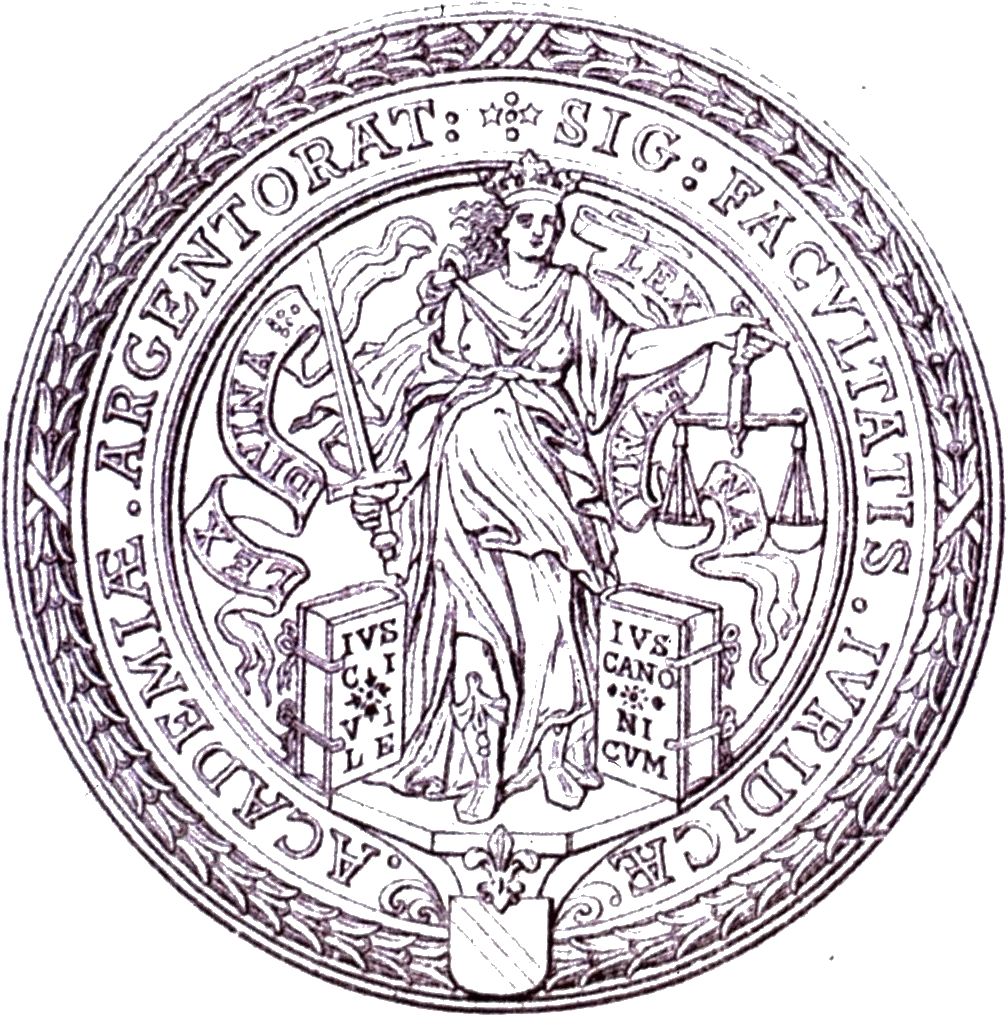
Juristische Fakultät

### Von der Französischen Revolution bis 1871
Die großen politischen Umwälzungen, die im Rahmen der Französischen Revolution ab dem Jahr 1789 von Paris ausgingen, wurden von den Straßburgern und Elsässern anfangs vorsichtig abwartend beobachtet. Angesichts der politischen Veränderungen waren die elsässischen Honoratioren zunächst darauf bedacht, ihre althergebrachten Sonderrechte im Königreich nicht zu verlieren. Mit den fortschreitenden Ereignissen erreichte jedoch die Begeisterung für das Pathos und den Elan der Revolution auch das Elsass. Dadurch wurde die Existenz der ganzen Universität, die bei vielen Revolutionären im Ruf stand, eine Institution des Ancien Régime zu sein, infrage gestellt. Die meisten Studenten verließen die Universität und ihre Zahl reduzierte sich von 1788 bis 1790 von 182 auf 73. Zwar bestätigte die französische Nationalversammlung im Dekret vom 26. September 1791 zunächst grundsätzlich die Weiterexistenz der alten Bildungseinrichtungen jedoch wurde die Universität zur Zeit der jakobinischen Terrorherrschaft zu einem Hauptangriffspunkt. Mehrere Professoren wurden inhaftiert, darunter die Theologen Isaak Haffner und Johann Lorenz Blessig und der Philologe Jeremias Jakob Oberlin. Die Besitztümer der Stiftungen von St. Thomas wurden auf Anordnung der nach Straßburg entsandten Revolutionskommissare Louis Antoine de Saint-Just und Philippe-François-Joseph Le Bas konfisziert und die darunter befindlichen zahlreichen Edelmetallarbeiten (z. B. silberne Pokale) zum Zwecke der Finanzierung des Revolutionskrieges eingeschmolzen. Die aristokratische Universitätsverfassung und die ständische Autonomie der Stadt Straßburg entsprachen in keiner Weise den neuen Vorstellungen eines zentralistischen revolutionären Staatswesens, nach denen auch die alten Bindungen an das benachbarte Deutschland eliminiert werden sollten. Im Mai 1794 erklärte der jakobinische Maire von Straßburg Pierre-François Monet, dass alle Anstrengungen unternommen werden müssten, um die „Hydra des Deutschtums“ aus der Stadt zu eliminieren („… detruire l’hydre du germanisme et toutes les institutions qui lui assurent encore une existence …“). Dies betraf vor allem die Universität, die Monet als „ein Schauspiel von Servilität und Deutschtum in einem freien und französischen Land“ charakterisierte („spectacle etonnant de servilité et de germanisme dans un pays français et libre“). Angesichts der Pressionen stellte die Universität schließlich ganz ihren Lehrbetrieb ein.

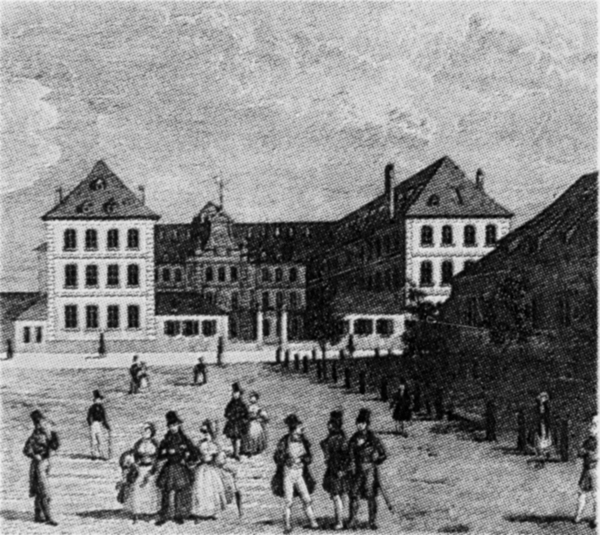
Das Hôtel d’Académie in Straßburg im Jahr 1836 (Federzeichnung von L. A. Perrin). Das Gebäude war Sitz der Fakultät für Naturwissenschaften bis zum Umzug in das neu errichtete Gebäude des Physikalischen Instituts im Jahr 1882.

Nach dem Ende der terreur lebten die akademischen Traditionen langsam wieder auf. Die ehemalige Medizinische Fakultät wurde am 16. Frimaire des Jahres III (6. Dezember 1794) als medizinisch-chirurgische Spezialschule wieder eröffnet, da aufgrund der ständigen Kriegssituation ein großer Bedarf an Militärärzten bestand. Am 15. Brumaire XII (7. November 1803) wurde eine protestantische Akademie (ab 1808 Seminaire protestant) in Straßburg feierlich eröffnet. Die Professorenschaft setzte sich größtenteils aus der ehemaligen theologischen Fakultät zusammen. Mit dem Gesetz vom 2. Germinal XII (23. März 1804) wurde die Einrichtung einer Rechtsschule in Straßburg und in 11 weiteren Städten Frankreichs angeordnet. Diese Rechtsschule nahm am 1. Juni 1806 ihren Lehrbetrieb auf. Später kamen eine Faculté des sciences und eine Faculté des lettres hinzu. Eine formale Neueröffnung der Universität fand jedoch nicht statt. An ihre Stelle trat die napoleonische Université de France, die zentralistisch gelenkte Organisation des höheren Unterrichtswesens, die das französische Universitätswesen fast das ganze 19. Jahrhundert prägte. Die neue Lehreinrichtung in Straßburg nannte sich danach Académie mit Fakultäten für Theologie, Medizin, Geisteswissenschaften, Recht und Pharmazie. Die alte universitäre Autonomie und der Zusammenhalt der einzelnen Fakultäten ging dadurch weitgehend verloren. Insgesamt führte diese Zentralisierung des Hochschulwesens dazu, dass sich die besten Köpfe des Landes konstant nach Paris orientierten, was der akademischen Entwicklung vor Ort nicht zuträglich war. Die bedeutendste Wissenschaftler-Persönlichkeit aus dieser Zeit war Louis Pasteur, der von 1848 bis 1854 in Straßburg wirkte. Von Bedeutung war auch Charles Frédéric Gerhardt, gebürtiger Straßburger und Schüler Liebigs, der gemeinsam mit dem in Paris wirkenden Charles-Adolphe Würtz – ebenfalls Straßburger und Liebig-Schüler – die Theorie des Atomismus vertrat.
Während der Zeit des Vormärz lebten viele deutsche Emigranten in Straßburg, da hier eine größere politische Freiheit herrschte. Georg Büchner begann in Straßburg 1831 sein Medizinstudium (und beendete es dort nach der Flucht aus Hessen-Darmstadt infolge der Beschlagnahme des „Hessischen Landboten“). Zu dieser Zeit, nach Revolution, napoleonischer und Restaurationszeit, waren insbesondere die Naturwissenschaften vollkommen in französischer Hand. Allenfalls in Theologie und Geisteswissenschaften blieb noch ein („alt-“)elsässischer und deutscher Einfluss.

### Kaiser-Wilhelm-Universität

#### Die Anfänge

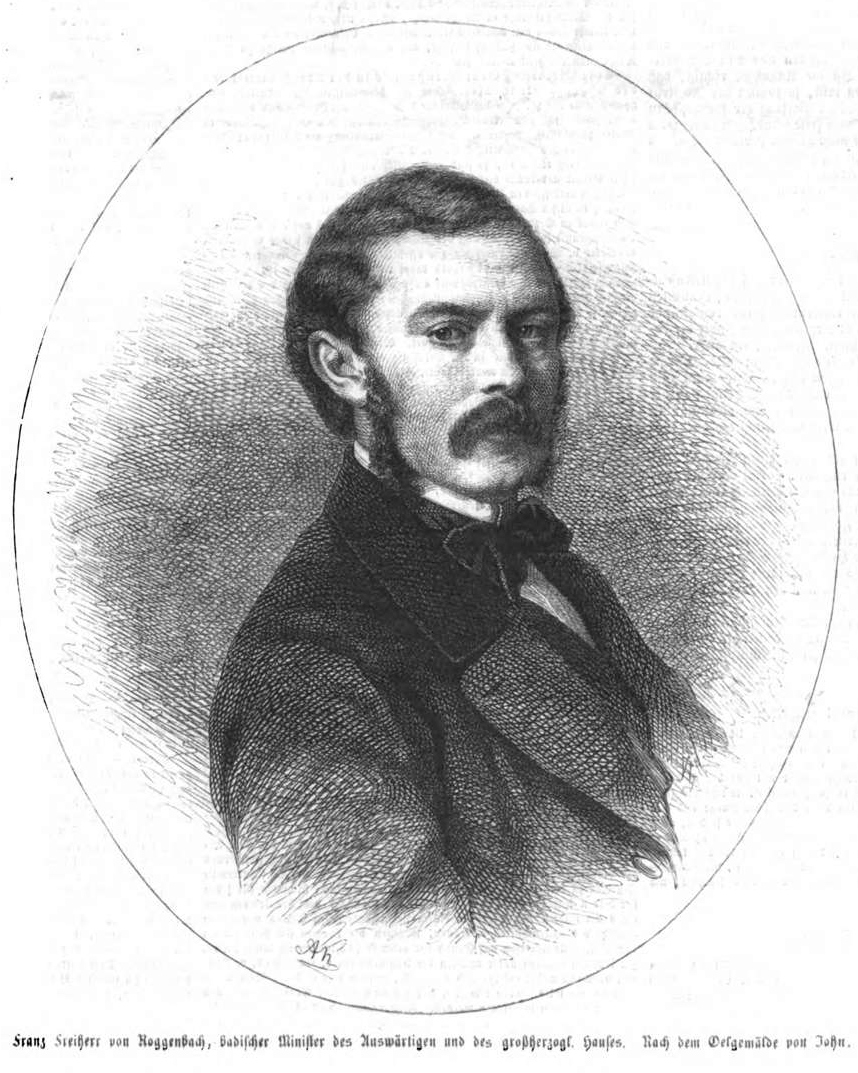
Franz von Roggenbach (1862), Organisator der Universitäts(wieder)gründung

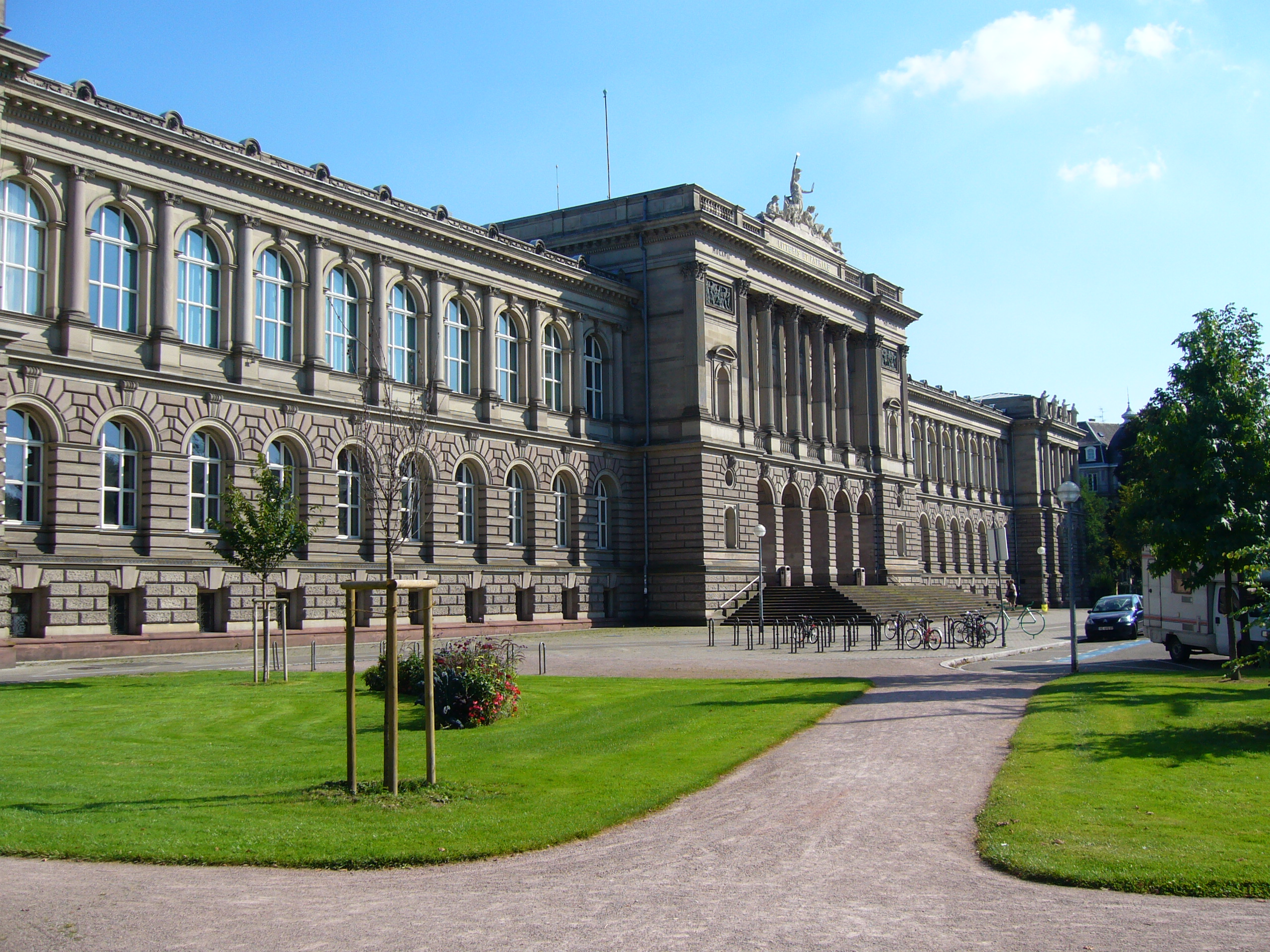
Wilhelminisches Hauptgebäude der Universität Straßburg am Universitätsplatz, erbaut 1879–1884

Das Elsass und Teile Lothringens mit der Stadt Metz wurden nach dem Deutsch-Französischen Krieg von 1870/71 von Frankreich wieder abgetreten und kamen als „Reichsland Elsaß-Lothringen“ zum neu gegründeten Deutschen Kaiserreich. Ein Teil der Bildungselite und die große Mehrheit der französischen Akademie-Professoren emigrierten nach Frankreich. Letztere ließen sich zum Teil im nahen Nancy nieder, dessen Universität von der französischen Regierung in den folgenden Jahren zu einer Art „Straßburger Universität im Exil“ ausgebaut wurde.
Bei der Belagerung und deutschen Bombardierung Straßburgs war die städtische Bibliothek in der ehemaligen Dominikanerkirche getroffen worden und somit eine der größten und ältesten humanistischen Bibliotheken des gesamten Kontinents verbrannt. Diesen Verlust wollte man mit Buchspenden aus dem ganzen Reich ausgleichen; allein das Preußische Staatsarchiv Königsberg überließ der Bibliothek 70.000 Dubletten. Die neue Bibliothek konnte bereits am 9. August 1871 wieder eröffnet werden. Noch heute ist die Bibliothek der Universität (BNUS – Bibliothèque nationale et universitaire de Strasbourg) eine der größten und bestbestückten deutschsprachigen Bibliotheken.
Auf deutscher Seite kam der Gedanke auf, in Straßburg eine Universität zu gründen, die die französische Akademie ablösen und die zumindest zum Teil an die Tradition der alten vorrevolutionären Universität anknüpfen sollte. Zum Organisator der Universitätsgründung wurde der liberale badische Politiker Franz von Roggenbach ernannt, der mit weitreichenden Vollmachten und vergleichsweise großzügigen Finanzzusagen ausgestattet wurde.
Am 28. April 1872 wurde der Universität die Stiftungsurkunde verliehen, in der sie zur Rechtsnachfolgerin der alten hochschulakademischen Einrichtungen in Straßburg erklärt wurde. Die Anknüpfung an die alten Traditionen wurde dadurch unterstrichen, dass die Universität die alten Fakultätssiegel, die seit 1567 zunächst an der Akademie und später an der Universität in Gebrauch gewesen waren, erneut verliehen bekam. Am 1. Mai 1872, genau 305 Jahre nach Eröffnung der alten Akademie, wurde die neue Universität inauguriert.
Die Universität wurde wie fast überall in vier Fakultäten (protestantisch-theologische, rechtswissenschaftliche, medizinische und eine philosophische) gegliedert. Die offizielle katholische Kirche hatte sich anfangs der Gründung einer katholisch-theologischen Fakultät widersetzt, willigte später aber ein, so dass ab dem Wintersemester 1903/04 auch eine katholisch-theologische Fakultät bestand.
Die Universität unterstand direkt dem Reichskanzleramt in Berlin. Daher erhielt sie auch den Beinamen „Reichsuniversität“, im Gegensatz zu dem Beinamen „Landesuniversität“ von jenen Universitäten, die die einzigen in ihrem Land waren (z. B. Leipzig im Königreich Sachsen).

#### Berufungen, Studentenzahlen
| Jahr | Studenten (davon Elsass-Lothr.) | Dozenten (davon Prof.) |
| ---- | ------------------------------- | ---------------------- |
| 1872 | 212 (69)0                       | 47 (47)                |
| 1882 | 828 (190)                       | 104 (76)0              |
| 1892 | 915 (374)                       | 122 (88)0              |
| 1902 | 1132 (573)0                     | 140 (106)              |
| 1911 | 2079 (1023)                     | 176 (109)              |

Unter den 59 erstmals im Sommersemester 1872 berufenen Wissenschaftlern befanden sich 14 Elsässer. In der protestantisch-theologischen Fakultät stellten diese die absolute Mehrheit (5 von 6 Professuren), während in den anderen Fakultäten die von auswärts Berufenen dominierten. Von den 212 im ersten Semester eingeschriebenen Studenten kamen etwa drei Viertel aus dem „Altreich“ und zu einem kleinen Teil aus der Schweiz oder aus Österreich. Etwa ein Viertel der Studenten kam aus dem Reichsland, ganz überwiegend aus dem Unterelsass. Zu den neu Berufenen zählten namhafte Wissenschaftler, wie der Staatsrechtler und Ökonom Gustav von Schmoller, die Mediziner Friedrich Daniel von Recklinghausen, Felix Hoppe-Seyler, der Pharmakologe Oswald Schmiedeberg, der Anatom Wilhelm von Waldeyer, der Chemiker Adolf von Baeyer, der Zoologe Eduard Oscar Schmidt, der Kunsthistoriker Georg Dehio u. a. m. Der Versuch, den damals schon Weltruf genießenden Althistoriker Theodor Mommsen nach Straßburg zu berufen, schlug trotz sehr großzügiger Berufungszusagen fehl – nicht aufgrund Desinteresses von Seiten Mommsens, sondern weil dieser sich eine so anspruchsvolle Aufgabe beim Neuaufbau einer Universität aus Altersgründen nicht mehr zutraute. Erheblichen Einfluss auf die spätere Berufungspolitik übte der Staatssekretär im preußischen Kultusministerium Friedrich Althoff aus. Auffällig an den neu Berufenen war der Umstand, dass nahezu alle protestantischer Konfession waren, obwohl das Reichsland zu mehr drei Vierteln katholisch war. Auch wenn die Stadt Straßburg selbst starke protestantische Traditionen aufwies, war die Universität damit eine Art protestantische Enklave im überwiegend katholischen Reichsland und dies erschwerte ihre Akzeptanz in größeren Bevölkerungskreisen. Dies war auch vor dem Hintergrund von Bedeutung, dass die Opposition gegen die neue preußisch-deutsche Herrschaft im Reichsland stark von katholischen Geistlichen getragen wurde.
Die Reichsuniversität berief mehr jüdische Professoren als jede andere Universität im Deutschen Reich. Georg Simmel, der als Jude trotz der Unterstützung durch Max Weber keine Professur im Deutschen Reich erhielt, wurde 1911 berufen.
Mit der anfänglichen Zahl von 212 Studenten im Gründungsjahr 1872 war die neue Universität die drittkleinste unter den 22 reichsdeutschen Universitäten. Nur Kiel und Rostock waren noch kleiner. Die Zahl der Studenten nahm in den folgenden Jahren rasch zu und 1898 lag Straßburg mit knapp über 1000 Studenten deutschlandweit an 14. Stelle, in Bezug auf die Lehrkraftausstattung sogar an 8. Stelle.

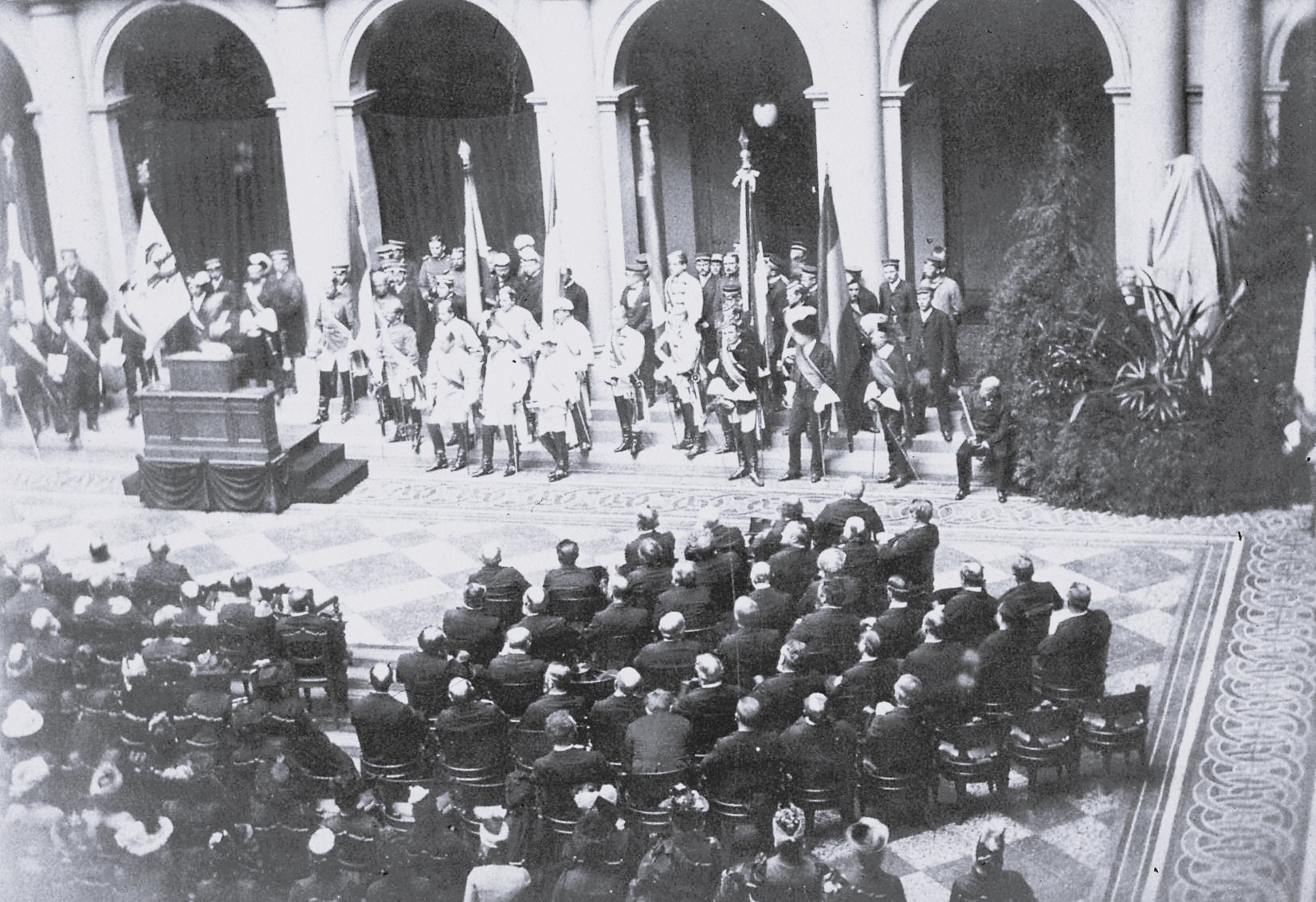
Besuch Kaiser Wilhelms I. in der Aula der Universität (1886)

Am 2. Mai 1877 besuchte Kaiser Wilhelm I. erstmals die Universität und gewährte der Universität das Recht, den Universitätsnamen in Kaiser-Wilhelm-Universität Straßburg zu ändern. Er entsprach damit einem Gesuch von Rektor und Senat.
1903 wurde mit Else Gütschow erstmals eine Frau promoviert.

#### Auflösung
Folgend dem Waffenstillstand von Compiègne am 11. November 1918 besetzte französisches Militär Ende November Straßburg. Kurz darauf untersagten französische Behörden den Universitätsbetrieb ab Anfang Dezember.
Die 1872 deutschen Mitarbeiter und Professoren mussten die Kaiser-Wilhelm-Universität verlassen. Der Pharmakologe Oskar Schmiedeberg blieb als letzter bis zum Jahresende 1918. Insgesamt rund 200.000 Deutsche waren von dieser Umsiedelung im Elsass betroffen. In Deutschland wurde die Tradition der Universität Straßburg von der Universität Frankfurt am Main fortgeführt.

### Französische Universität

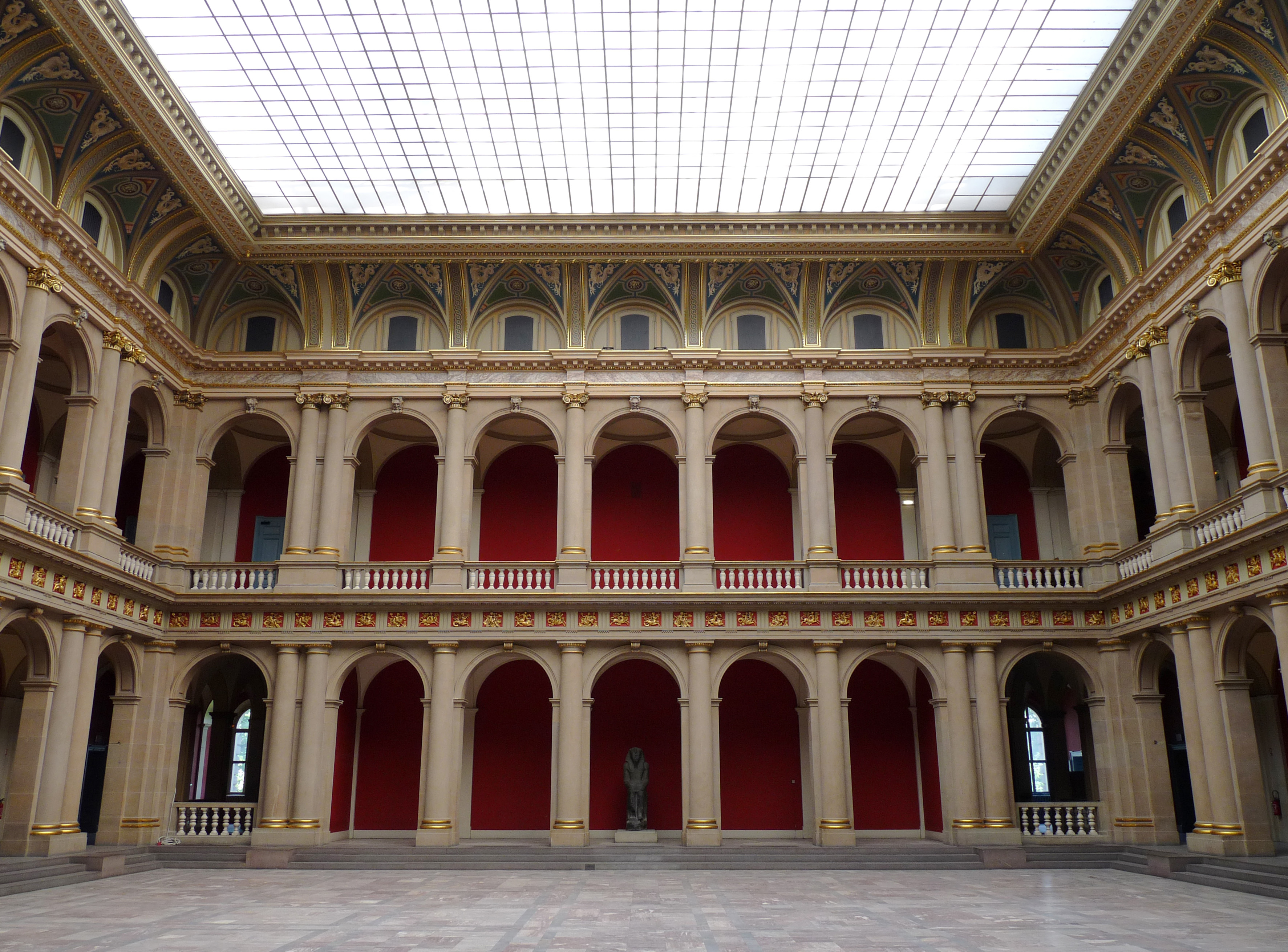
Aula des Hauptgebäudes, in der 1949 die erste Tagung des Europarats stattfand

Am 22. November 1919, nach dem Ersten Weltkrieg und dem Versailler Vertrag, mit dem das Elsass und Straßburg wieder Teil Frankreichs geworden waren, nahm die französische Université de Strasbourg den Betrieb offiziell auf. Der Lehrbetrieb wurde nunmehr vollständig auf Französisch umgestellt. Um Lucien Febvre und Marc Bloch entstand in dieser Zeit in Straßburg die Annales-Schule der Geschichtswissenschaft.
In den 1930er Jahren führte der Aufstieg der NSDAP in Deutschland zu einem Erstarken von völkischen Studentenvereinigungen wie der Elsass-Lothringischen Jungmannschaft. Die meisten Professoren verurteilten und bekämpften diese Tendenzen. Trotzdem kam es zu Zwischenfällen, z. B. als im Februar 1937 Cécile Brunschvicg, Mitglied der Regierung Léon Blum, in der Universität auftreten wollte. Sie wurde ausgepfiffen und mit Knallkörpern vertrieben. Mehrere Professoren verließen die Universität.
Sie wurde nach Kriegsausbruch Anfang September 1939 nach Clermont-Ferrand evakuiert und dort mit Lehr- und Forschungsbetrieb unter gleichem Namen weitergeführt. Sie litt aber zunehmend unter der antijüdischen Politik der Regierung in Vichy. Ab 1940 erließ die Regierung immer restriktivere Gesetze für den Aufenthalt der Juden an der Universität. Die jüdischen Professoren wurden vorzeitig in den Ruhestand versetzt, mit einer kleinen Rente, jüngere Fakultätsangehörige mit einer bescheidenen Abfindung entlassen. Es durften nur maximal 3 % Juden unter den Studenten sein. Manchmal gelang es der Universität für ausgesuchte Professoren eine Ausnahme zu erwirken, z. B. für Charles Haguenauer, Japanologe. Nachdem die deutsche Armee 1942 auch die sogenannte „freie Zone“ Frankreichs und damit auch Clermont-Ferrand besetzt hatte, wurden die Repressionen schlimmer, viele jüdische Mitglieder wurden deportiert und starben in den Konzentrationslagern.

### Reichsuniversität Straßburg
Nach dem Waffenstillstand zwischen Frankreich und Deutschland im Juni 1940 wurde das Elsass quasi-annektiert. Der Chef der Zivilverwaltung im Elsass, Robert Wagner, der zugleich auch als Reichsstatthalter für Baden agierte, ließ schon ab Juli 1940 Entwürfe und Planungen zur Wieder-Gründung einer Universität in Straßburg erstellen. Die Universität Straßburg wurde somit als „Reichsuniversität Straßburg“ mit einem Festakt im Lichthof des Universitätshauptgebäudes am 23. November 1941 wiedereröffnet.
Französische und amerikanische Truppen rückten am 23. November 1944 in Straßburg ein. Die Universitätsangehörigen flüchteten größtenteils, womit der Universitätsbetrieb endgültig zum Erliegen kam. Offiziell wurde die Reichsuniversität jedoch erst am 18. Dezember 1944 auf Anordnung des Reichwissenschaftsministeriums nach Tübingen verlegt.

### Neuere Zeit

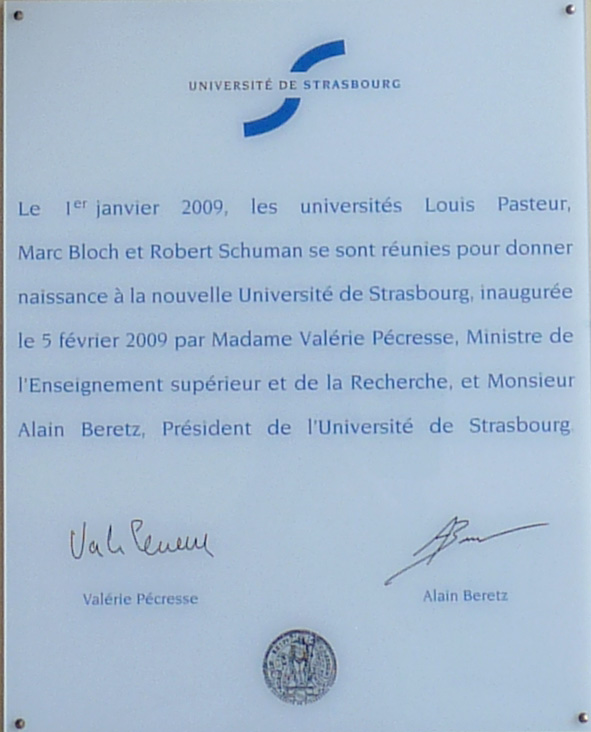
Gedenktafel zur „Wiedervereinigung“ der Universität 2009

Nach 1945 kehrten die französischen Abteilungen der Universität nach Straßburg zurück.
Im Jahr 1971 wurde die Universität Straßburg dreigeteilt:
1. Strasbourg I (Université Louis Pasteur) – Naturwissenschaften
2. Strasbourg II (Université Marc Bloch, 1998) – Sprachen und Geisteswissenschaften
3. Strasbourg III (Université Robert Schuman, 1987) – Recht, Politik- und Sozialwissenschaften

Die drei Universitäten wurden am 1. Januar 2009 wieder vereinigt. Hinzu kam das Institut universitaire de la formation des maîtres (IUFM) Straßburg. Erster Präsident nach der Wiedervereinigung wurde der Pharmakologe Alain Beretz, vormaliger Leiter der Université Louis Pasteur. Anfang 2009 zählte die Université unique de Strasbourg (Unistra) 42.000 Studenten und 5.200 Angestellte. Zehn Jahre später – 2019 – zählte sie 52.000 Studenten und 10.400 Angestellte.
Die Universität Straßburg ist in der Europäischen Konföderation der Universitäten am Oberrhein (EUCOR) mit der Universität Karlsruhe, der Universität Basel, der Universität des Oberelsass und der Albert-Ludwigs-Universität Freiburg verbunden. Sie verfügt wegen der bis heute gültigen kirchenrechtlichen Sonderstellung des ehemaligen Reichslandes Elsaß-Lothringen als einzige in Frankreich über zwei staatlich finanzierte theologische Fakultäten (katholisch und protestantisch).

## Zahlen zu den Studierenden
Die Zahl der Studierenden der Universität erhöhte sich im Laufe der letzten Jahre und lag zuletzt bei 56.875 (2020/2021). Davor waren es 54.579 (2019/2020), 52.114 (2018/2019), 50.822 (2017/2018), 50.104 (2016/2017), 48.011 (2015/2016), 46.627 (2014/2015), 44.991 (2013/2014), 43.890 (2012/2013), 43.053 (2011/2012), 42.448 (2010/2011). Die Zahl der ausländischen Studierenden lag 2020/2021 bei 11.339 (19,9 %).

## Der Botanische Garten
Der Garten wurde 1619 von Johann Rudolph Salzmann gegründet als „Hortus Medicus“ (Medizinischer Garten). Er ist nach Montpellier der zweitälteste Botanische Garten Frankreichs. Er lag zunächst im Stadtteil Krutenau, zuerst nur einige Hundert Quadratmeter groß, er wuchs bis 1771 auf ca. 5000  Quadratmeter. Ein Inventar von 1691 beschreibt 1600 Spezies. Als die Universität während der Französischen Revolution geschlossen wurde, unterhielt der Professor der Medizin, Philosophie und Metaphysik Johann Hermann (1738–1800) den Garten auf eigene Kosten.

Nach dem Krieg von 1870 wurde im Zuge des Aufbaus der Reichsuniversität der Garten in die Neustadt verlegt, wo er sich heute noch befindet, er ist ca. 4,2 Hektar groß und enthält 2200 Bäume und Büsche, die meisten aus dem 19. Jahrhundert. 1885 wurde ein Gewächshaus mit 4000 m² gebaut für Palmen und andere exotische Pflanzen. 1958 wurde es durch einen Sturm zerstört und durch das heutige kleinere Gewächshaus und das Botanische Institut ersetzt. Sehenswert ist auch das sogenannte Viktoria Haus, heute Serre de Bary (nach dem damaligen Direktor und Botaniker Anton de Bary), welches eine 7 Meter große Victoria regia, eine brasilianische Seerose, beherbergt.

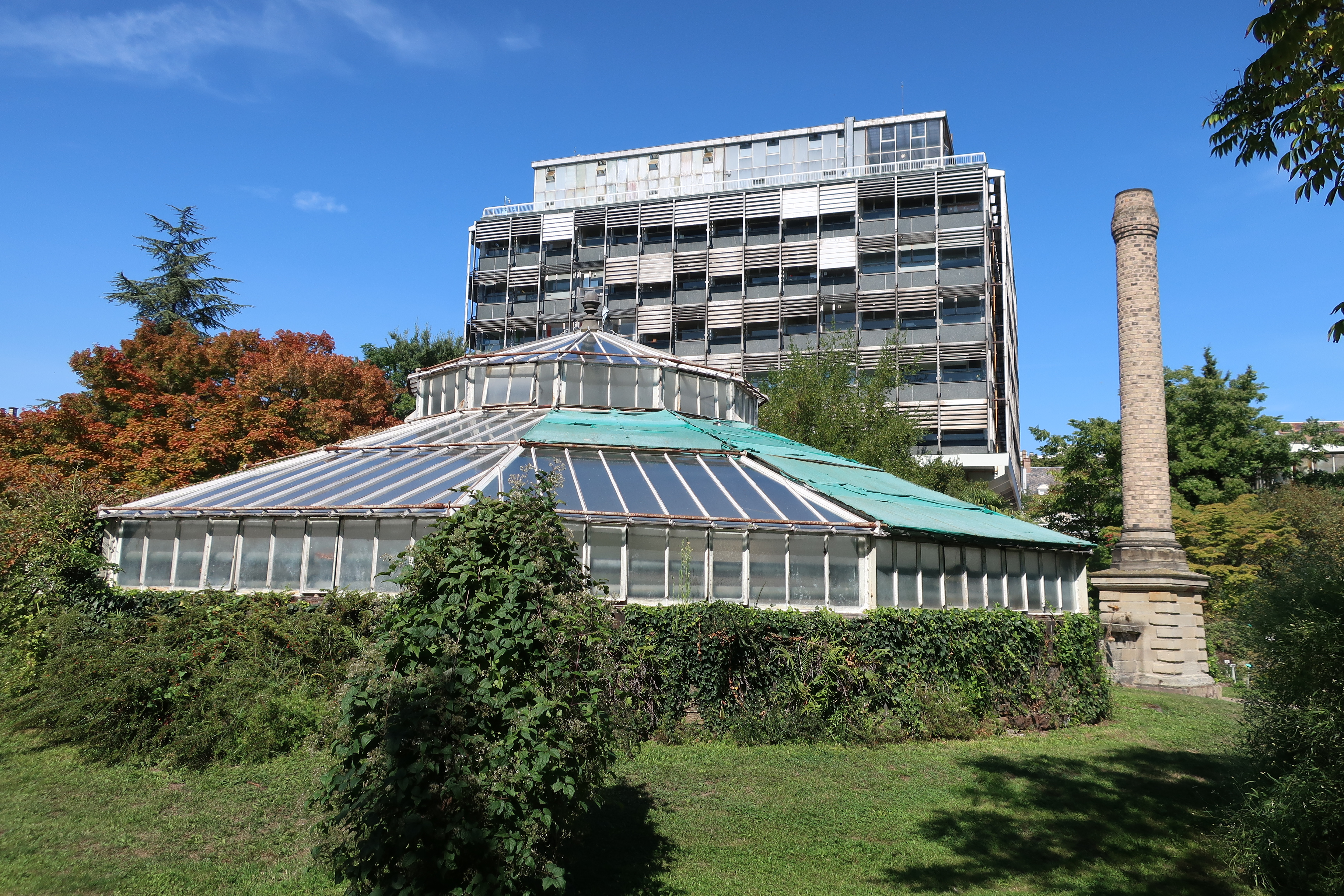
Gewächshaus und Botanisches Institut

Der Zugang zum Garten ist zu bestimmten Zeiten frei und kostenlos für Besucher.

## Theologische Fakultät
Wie oben beschrieben, geht die Universität Straßburg auf eine höhere theologische Schule der lutherischen Kirche zurück. Durch ihre Grenzlage zwischen katholischem und protestantischem Europa hat sie eine ganz besondere Geschichte. Nach der französischen Annexion Straßburgs wollte Ludwig XIV. das Elsass „rekatholisieren“ und dazu das Jesuitenkolleg aus Molsheim in die Universität integrieren. Zunächst gab es heftigen Widerstand des reformierten Lehrkörpers, 1701 setzte Ludwig die Fusion mit einem Dekret  durch. Am 7. Dezember 1701 wurde der Umzug von Molsheim nach Straßburg vollzogen. Die katholische Universität war wesentlich weniger renommiert als die protestantische. 1757 verlangten die katholischen Mitglieder, dass die katholische Universität gleichberechtigt zur protestantischen behandelt werden sollte, insbesondere sollte die Verwaltung abwechselnd von einem katholischen und protestantischen Mitglied ausgeübt werden. Die Protestanten verteidigen ihre Privilegien. 1776 wurde ein zweiter katholischer Lehrstuhl eingerichtet, wieder gegen den Protest der Protestanten. Nach der Französischen Revolution weigerten sich die Professoren der katholischen Fakultät, auf die neue Konstitution zu schwören, sie wurden abgesetzt und durch pro-revolutionäre Priester ersetzt. 1791 wurde die Fakultät geschlossen.
Napoleon Bonaparte errichtete per Dekret die Universität 1808 wieder, und mit ihr die protestantische Fakultät. Der Betrieb begann aber erst 10 Jahre später unter der Restauration. 1854 gab es im französischen Parlament einen Streit über die Privilegien der Fondation de Saint Thomas (Stift des Heiligen Thomas), der für die Verwaltung der Fakultät zuständig war. Der Bürgermeister und Abgeordnete von Straßburg Alfred Renouard de Bussière setzte sich für ihren Erhalt ein.
Nach der Annexion des Elsass 1871 optierten viele Professoren der protestantischen Fakultät für Frankreich und gründeten in Paris eine neue protestantische Fakultät.
Nachdem das Elsass 1918 wieder französisch geworden war, mussten viele deutsche Lehrkräfte die Universität verlassen, erst in den 1920er Jahren konnte die theologische Fakultät ihren Betrieb wieder aufnehmen. Viele neue Studenten kamen aus Zentral- und Osteuropa.
Nach dem Zweiten Weltkrieg nahm die Fakultät ihre Arbeit wieder auf; sie ist die einzige staatliche Institution in Frankreich, die ein Diplom (französisch: licence) in protestantischer Theologie vergeben kann. Sie bietet vier Studiengänge an: „Protestantische Religion: Schriften, Doktrinen und Praktiken“ (Théologie protestante: textes de références, doctrines et pratiques), „Religiöse Schriften: Kontext, Thema und Reflexionen“ (Textes religieux de référence: contextes, enjeux et réflexions), „Theologie und Gesellschaft“ und einen Master in „Welten der Antike“. Sie wird von vielen Studenten aus frankophonen Ländern besucht, auch im Fernstudium.
Dass in Frankreich als laizistischem Land eine staatliche Hochschule Theologie lehrt, wurde vielen Franzosen erst bewusst, als Catherine Trautmann 1997 französische Kulturministerin wurde. Sie hatte an der Universität Straßburg Religionsgeschichte, Sprache und Literatur studiert.

### Le Stift

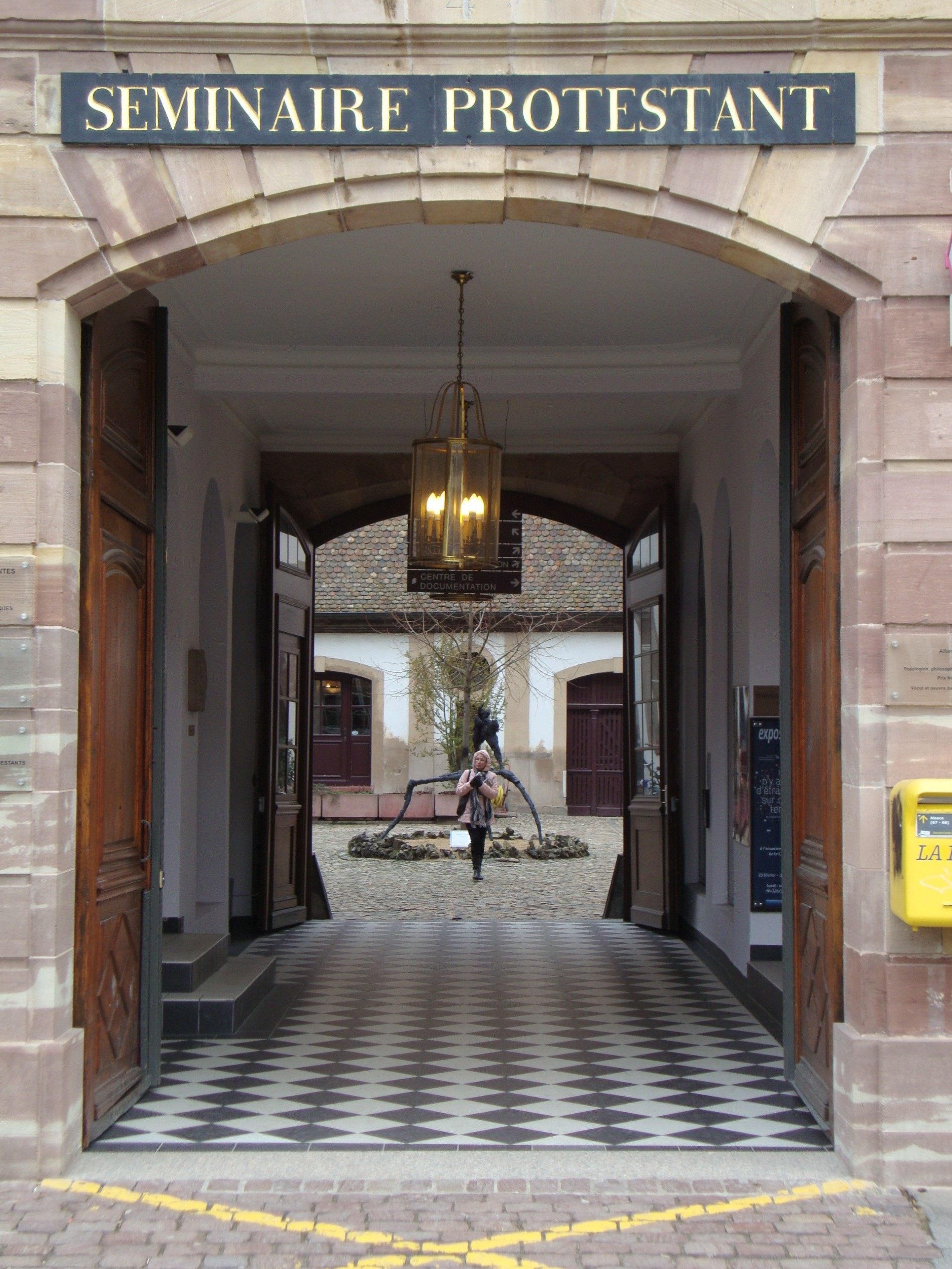
Ehemaliges Séminaire Protestant, heute Le Stift

Le Stift, nach dem deutschen Wort „Stift“ für eine kirchliche Institution, ist ein Studentenwohnheim der Theologischen Fakultät der Universität.
1544 wurde das Collège Saint-Guillaume (Lateinschule zum Heiligen Wilhelm) gegründet, um armen Studenten das Studium der Theologie zu ermöglichen. Daraus wurde später das Séminaire Protestant (Protestantisches Seminar). 1873 wurde das Thomasstift (Chapitre de Saint-Thomas) durch ein Gesetz des Reichslandes Elsaß-Lothringen erneut gegründet und ihm unter anderem auch die Verwaltung des Protestantischen Seminars übertragen. Das ist unverändert auch heute noch so. Von 1903 bis 1906 leitete Albert Schweitzer die Institution. Le Stift bietet 88 Heimplätze und eine Mensa und wird durch einen Pastor geleitet. Während früher nur protestantische Studenten aufgenommen wurden, ist das heute nicht mehr so. Erwartet wird von den Bewohnern ein soziales, gemeinnütziges Engagement.
Zum Stift gehört auch eine große Bibliothek, die bis 1544 auf das Collegium Wilhelmitanum zurückgeht. Sie enthält vor allem protestantische Werke z. B. von Katharina Zell, Martin Bucer und Johann Geiler von Kaysersberg, aber auch eine Kosmographie von Claudius Ptolemäus aus dem Jahr 1482. Sie umfasst ca. 10.000 Bände und 50.000 andere Dokumente. Die Bibliothek steht Forschern und Forschungsgruppen offen.

## Studenten
- Catharinus Dulcis (1540–1626)
- Johannes Busereuth (1548–1610)

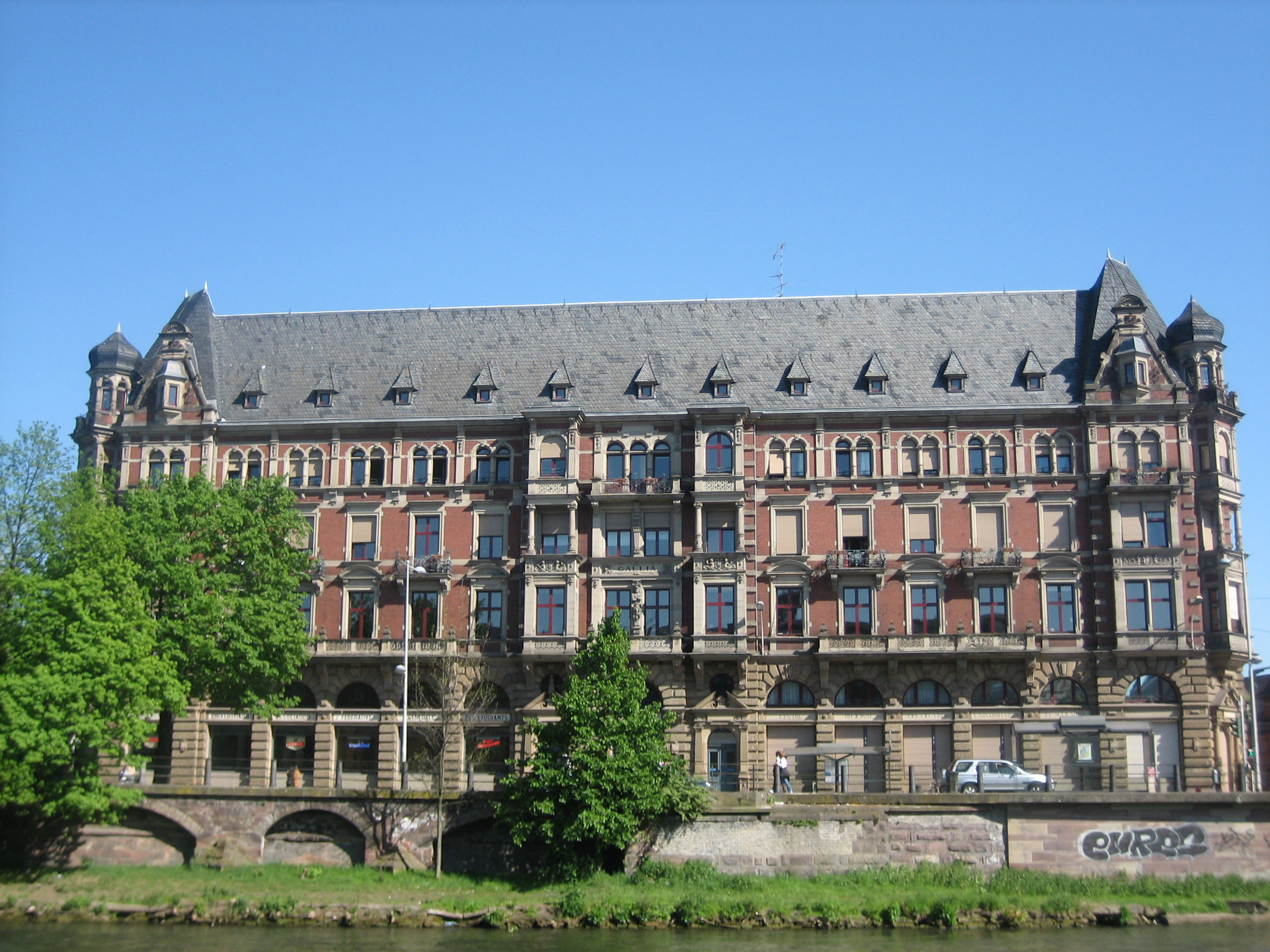
Das Gallia, ehemals Germania, Sitz des zentralen Studentenhilfswerks CROUS

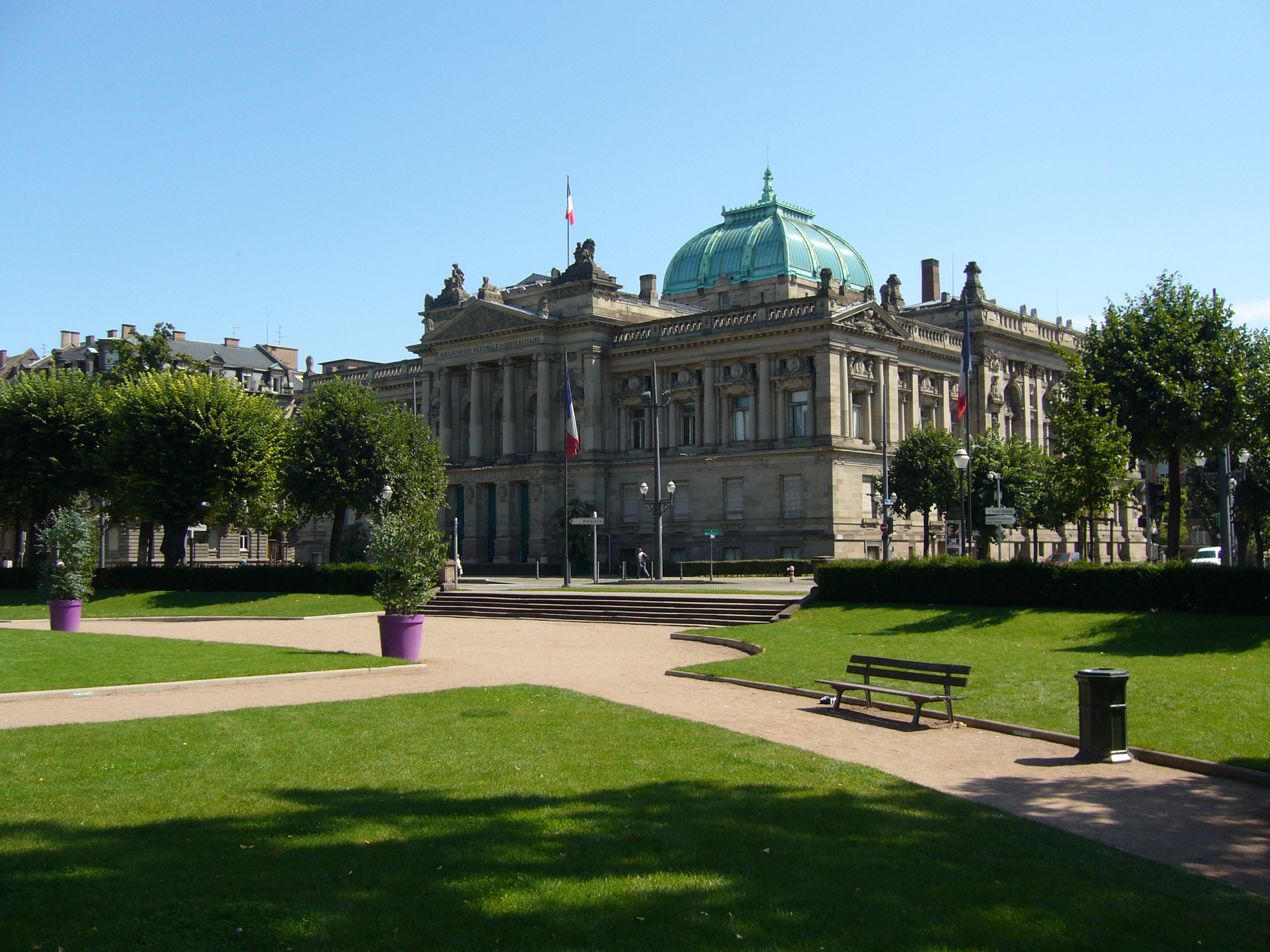
Die National- und Universitätsbibliothek an der Place de la République, dem ehemaligen Kaiserplatz

- Johann Ludwig Havenreuter (1548–1618)
- Lorenz Scheurl (1558–1613)
- Michael Philipp Beuther (1564–1616)
- Johann Michael Beuther (1566–1618)
- Justus Meier (1566–1622)
- Jakob Ludwig Beuther (1573–1623)
- Carl Bardili (1600–1647)
- Jakob Schaller (1604–1676)
- Eckard Leichner (1612–1690)
- Magnus Hesenthaler (1621–1681)
- Heinrich Rudolph Redeker (1625/1626–1680)
- Georg von Dassel (1629–1687)
- Sebastian Scheffer (1631–1686)
- Markus Mappus (1632–1701)
- Johann Heinrich Calisius (1633–1698)
- Philipp Jacob Spener (1635–1705)
- Johann Schmidt (1639–1689)
- Franz Heinrich Höltich (1643–1676)
- Hermann Adolph Meinders (1665–1730)
- Johann Jakob Schmauß (1690–1757)
- Philipp Jacob Borel (1715–1760)
- Johann Heinrich Jung-Stilling (1740–1817)
- Franz Joseph von Besnard (1749–1814)
- Johann Wolfgang von Goethe (1749–1832)
- Maximilian von Montgelas (1759–1838)
- Franz Xaver Werk (1769–1856)
- Klemens Wenzel Lothar von Metternich (1773–1859)
- Friedrich Alphons Pick (1808–1896)
- Georg Büchner (1813–1837)
- Charles Adolphe Wurtz (1817–1884)
- Paul Schützenberger (1829–1897)
- Ernst Remak (1849–1911)
- Carl Caro (1850–1884)
- Emil Fischer (1852–1919), Nobelpreis 1902
- Friedrich von Moltke (1852–1927)
- Albrecht Kossel (1853–1927), Nobelpreis 1910
- Paul Ehrlich (1854–1915), Nobelpreis 1908
- Albano von Jacobi (1854–1919)
- Otto Lehmann (1855–1922)
- Theobald von Bethmann Hollweg (1856–1921)
- Alfred Vincent (1850–1906)
- Othmar Zeidler (1850–1911)
- Robert Weissenbach (1851–1907)
- Ewald Hilger (1859–1934)
- Hugo Hergesell (1859–1938)
- Franz Pfaff (1860–1926)
- Max von Oppenheim (1860–1946)
- Eugen Blasius (1861–1937)
- Stephan Kekule (1863–1933)
- Oskar Wettstein (1866–1952)
- Johann Baptist Eisenring (1868–1925)
- Gustav Landauer (1870–1919)
- Otto Loewi (1873–1961), Nobelpreis 1936
- Karl Schwarzschild (1873–1916)
- Bernhard Averbeck (1874–1930)
- Anton Rimathé (1874–1943)
- Erwin Baur (1875–1933)
- Arthur Schulz (1878–1917)
- Felix Lewandowsky (1879–1921)
- Max von Laue (1879–1960), Nobelpreis 1914
- Marcus Krüsmann (1879–1964)
- Herbert Stadler (1880–1943)
- Georg Blessing (1882–1941)
- Otto Fritz Meyerhof (1884–1951), Nobelpreis 1922
- Mečislovas Reinys (1884–1953)
- Robert Schuman (1886–1963)
- Ernst Robert Curtius (1886–1956)
- Arminio Janner (1886–1949)
- Oskar Stampfli (1886–1973)
- Theodor Steinbüchel (1888–1949)
- Friedrich Wilhelm Levi (1888–1966)
- Max Meyer (1890–1954)
- Emmanuel Levinas (1906–1995)
- Sergius Heitz (1908–1998)
- Jean Rilliet (1908–1980)
- Günther Simon (1921–2015)
- Alberto Fujimori (1938–2024)
- Katia Krafft (1942–1991)
- Maurice Krafft (1946–1991)
- Moncef Marzouki (* 1945)
- Ali Asghar Maassoumi (* 1948)
- Arsène Wenger (* 1949)
- Jean-Claude Juncker (* 1954)
- Affoussiata Bamba-Lamine (* 1970)

## Lehrer
- Johannes Sturm (1507–1589)
- Sebald Hauenreuter (1508–1589)
- Michael Beuther (1522–1587)

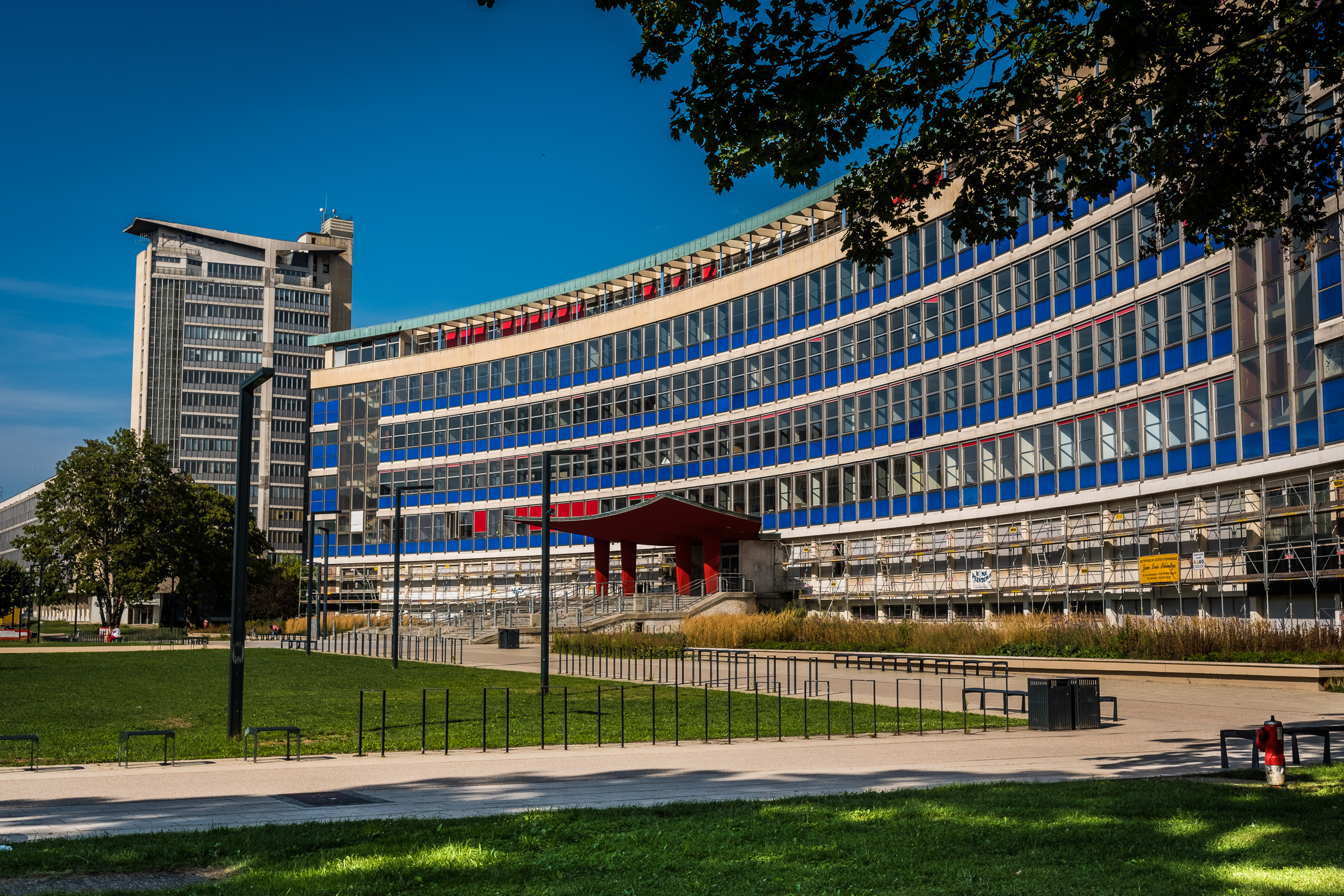
Denkmalgeschütztes Hauptgebäude der Université Robert Schuman

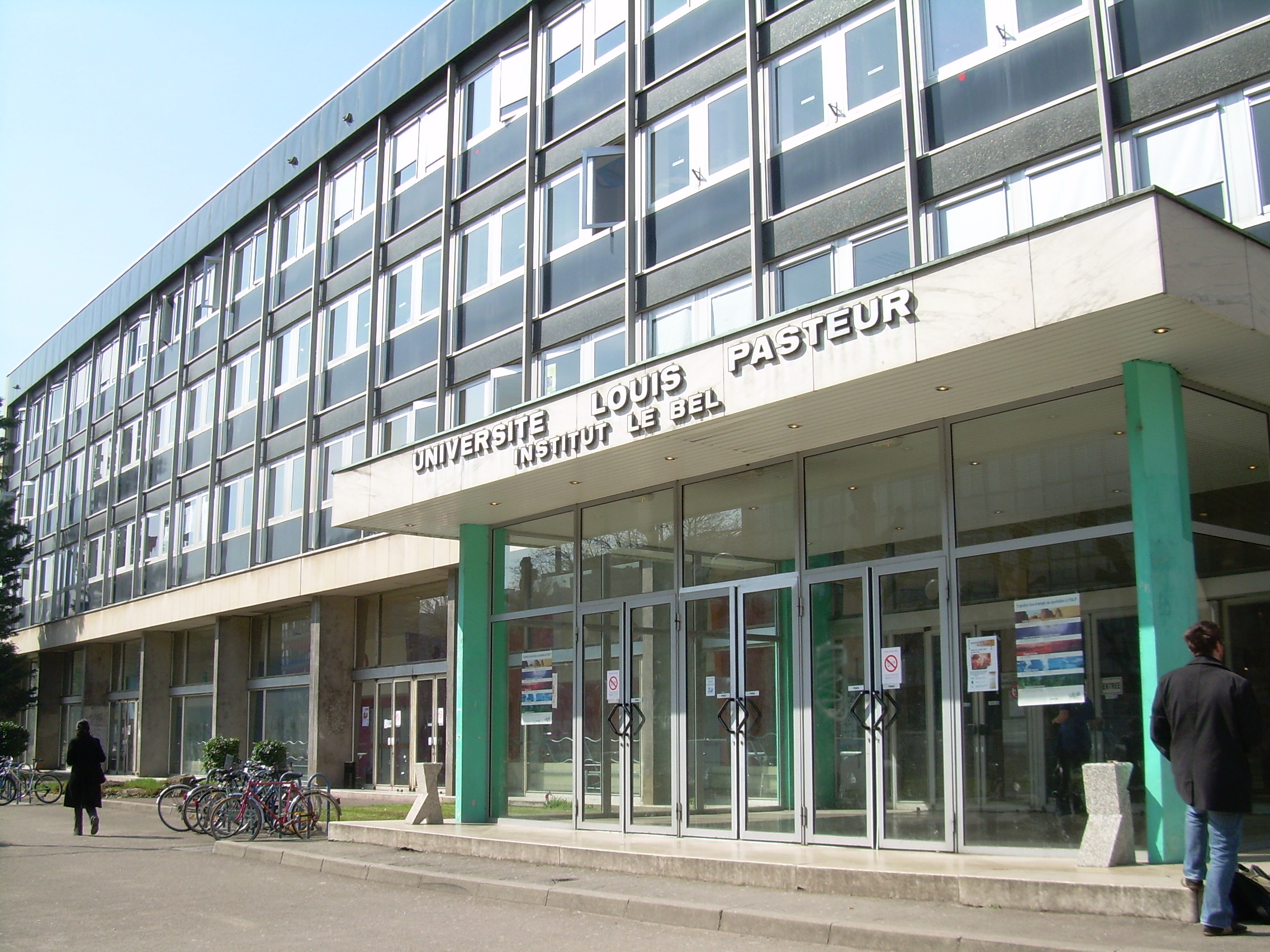
Institut Le Bel der Universität Louis Pasteur

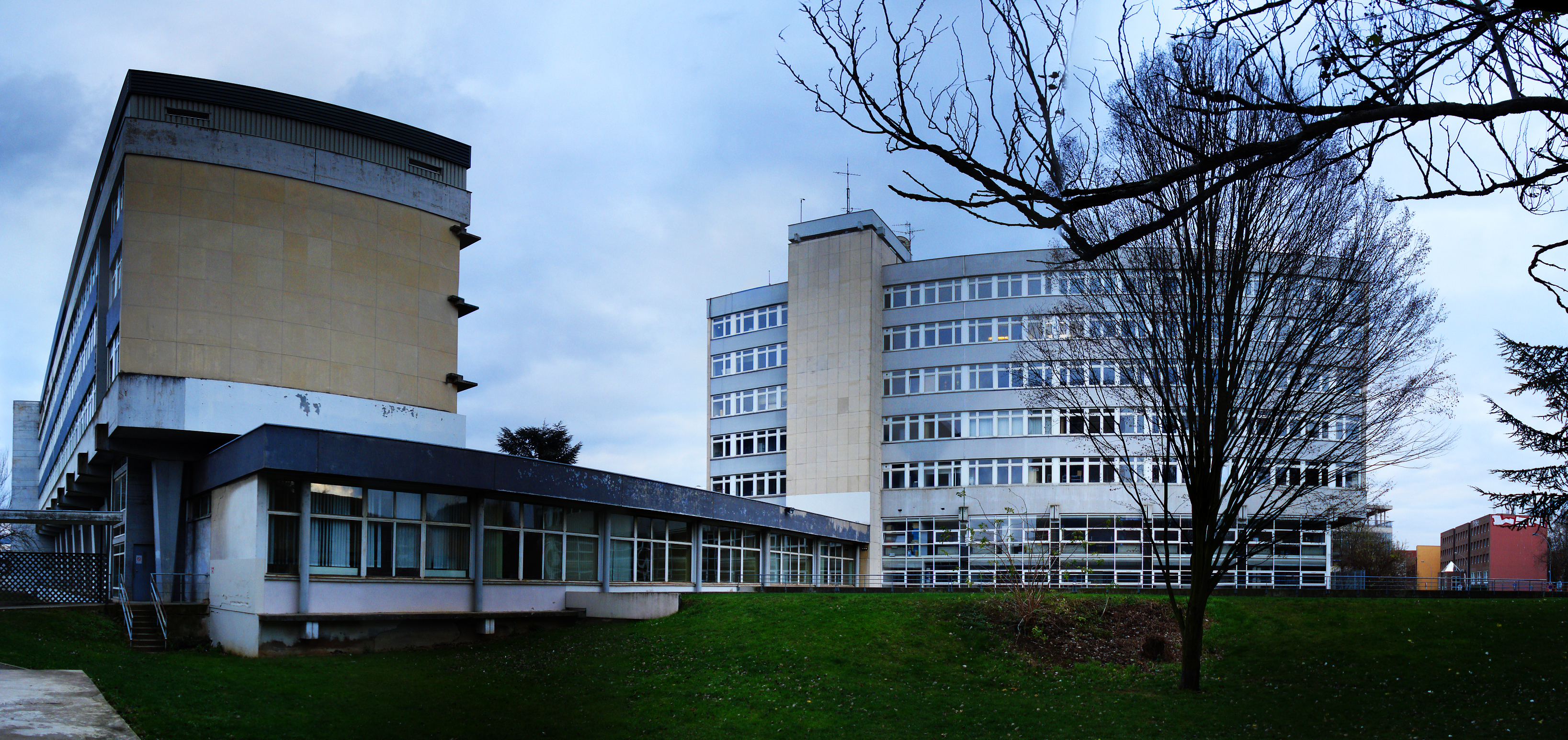
Gebäude der Mathematischen Universität

- Johann Ludwig Havenreuter (1548–1618)
- Philipp Marbach (1550–1611)
- Justus Meier (1566–1622)
- Nicolas Ager (1568–1634)
- Thomas Wegelin (1577–1629)
- Caspar Bitsch (1579–1636)
- Johann Conrad Dannhauer (1603–1666)
- Jakob Schaller (1604–1676)
- Balthasar Scheidt (1614–1670)
- Markus Mappus (1632–1701)
- Johann Heinrich Boeckler
- Johann Jakob Scheffmacher (1668–1733)
- Johann Georg Scherz (1678–1754)
- Johann Daniel Schöpflin (1694–1771)
- Johann Friedrich Lobstein (der Ältere) (1736–1784)
- Christoph Wilhelm von Koch (1737–1813)
- Johann Hermann (1738–1800)
- Dominique Villars (1745–1814)
- Isaak Haffner (1751–1831)
- Johann Friedrich Lobstein (der Jüngere) (1777–1835)
- Johann Georg Daniel Arnold (1780–1829)
- Emil Kopp (1817–1875)
- Victor Chauffour (1819–1889)
- Louis Pasteur (1822–1895)
- Adolf Kußmaul (1822–1902)
- Albert Koeppen (1822–1898)
- Emil Heitz (1825–1890)
- Albert Lücke (1829–1894)
- Anton de Bary (1831–1888)
- Wilhelm Alexander Freund (1833–1917)
- Friedrich Daniel von Recklinghausen (1833–1910)
- Adolf von Baeyer (1835–1917), Nobelpreis 1905
- Oswald Schmiedeberg (1838–1921)
- Gustav von Schmoller (1838–1917)
- August Kundt (1839–1894)
- Bernhard Naunyn (1839–1925)
- Friedrich Rose (1839–1925)
- Friedrich Kohlrausch (1840–1910)
- Karl Binding (1841–1920)
- Heinrich Weber (1842–1913)
- Georg Friedrich Knapp (1842–1926)
- Paul Heinrich von Groth (1843–1927)
- Richard Otto Zoepffel (1843–1891)
- Lujo Brentano (1844–1931)
- Conrad Varrentrapp (1844–1911)
- Wilhelm Röntgen (1845–1923), Nobelpreis 1901
- Harry Bresslau (1848–1926)
- Josef von Mering (1849–1908)
- Georg Dehio (1850–1932)
- Karl Ferdinand Braun (1850–1918), Nobelpreis 1909
- Hans von Chiari (1851–1916)
- Clemens Baeumker (1853–1924)
- Justus Carrière (1854–1893)
- Emil Cohn (1854–1944)
- Ludwig Döderlein (1855–1936)
- Julius Smend (1857–1930)
- Georg Simmel (1858–1918)
- Adolf Krazer (1858–1926)
- Oskar Minkowski (1858–1931)
- Eugène Müller (1861–1948)
- Robert Wollenberg (1862–1942)
- Andreas von Tuhr (1864–1925)
- Fritz van Calker (1864–1957)
- Georg Thilenius (1868–1937)
- Michael von Faulhaber (1869–1952)
- Karl Böckenhoff (1870–1917)
- Paul Laband (1872–1918)
- Franz Weidenreich (1873–1948)
- Albert Schweitzer (1875–1965), Nobelpreis 1952
- Martin Spahn (1875–1945)
- Ernest Esclangon (1876–1954)
- Eugène Cavaignac (1876–1969)
- Paul Rohmer (1876–1977)
- Maurice René Fréchet (1878–1973)
- Hans Kniep (1881–1930)
- Hermann Staudinger (1881–1965), Nobelpreis 1953
- Henry Heinemann (1883–1958)
- Pierre Montet (1885–1966)
- Marc Bloch (1886–1944)
- Johannes Stroux (1886–1954)
- Carl Schmitt (1888–1985)
- Beno Gutenberg (1889–1960)
- André Danjon (1890–1967)
- Henri Lefebvre (1901–1991)
- Jean Cavaillès (1903–1944)
- Louis Néel (1904–2000), Nobelpreis 1970
- Henri Cartan (1904–2008)
- Charles Muller (1909–2015)
- Paul Ricœur (1913–2005)
- André Neher (1914–1988)
- Étienne Juillard (1914–2006)
- René Thom (1923–2002), Fields-Medaille 1958
- Raymond Poidevin (1928–2000)
- Martin Karplus (1930–2024), Nobelpreis 2013
- Pierre Chambon (* 1931)
- Jean-Marie Lehn (* 1939), Nobelpreis 1987
- Jean-Luc Nancy (1940–2021)
- Jules Hoffmann (* 1941), Nobelpreis 2011
- Jean-Pierre Sauvage (* 1944), Nobelpreis 2016